# Simonow-Kloster

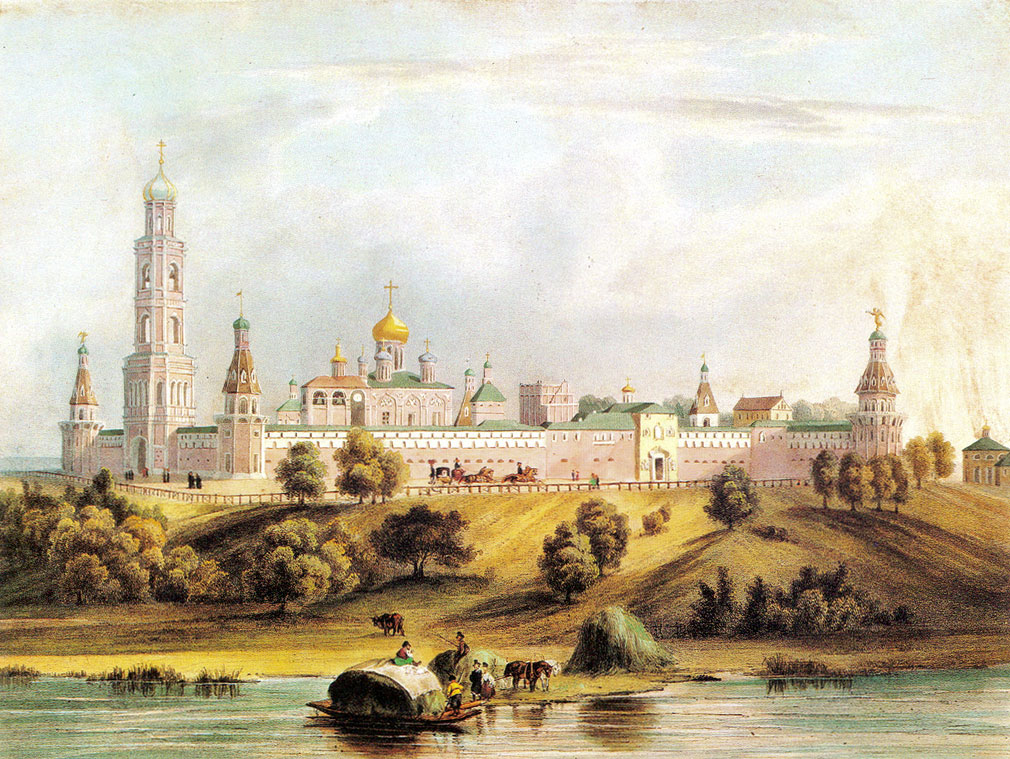
Darstellung in Wasserfarben aus dem 19. Jahrhundert

Das Simonow-Kloster (Simonow Uspenski monastyr, russisch Симонов Успенский монастырь, wiss. Transliteration Simonov Uspenskij monastyr') ist ein Kloster-Komplex in Moskau, der 1370 von dem Mönch Feodor gegründet wurde. Das Gelände des Klosters gehört heute zum Moskauer Stadtteil Danilowski rajon (Даниловский район). Seit dem 15. Jahrhundert war das Kloster eines der reichsten Klöster in Moskau. Unter den gebildeten Mönchen, die dort lebten und wirkten, waren Wassian Patrikejew und Maxim der Grieche. Im 16. und 17. Jahrhundert war es Teil des Befestigungsgürtels, der die Stadt vor Angriffen aus Süden schützte. 1923 wurde das Kloster aufgelöst und ein Großteil der Gebäude zerstört. Seit 1991 gibt es Bestrebungen, das Kloster wieder aufzubauen.

## Geschichte

### Überblick
Das Grundstück des Klosters gehörte ursprünglich Simeon Chowrin (Stepan Wassilewitsch Chowrin), einem Bojaren und Vorfahren des großen Clans der Golowins. Er war ein Grieche aus dem Fürstentum Theodoro, der die Mönchsgelübde ablegte und den Namen Simeon annahm. Nach ihm wurde das Kloster benannt; viele seiner Nachkommen sind ebenfalls dort bestattet. 1379 wurde das Kloster um eine halbe Meile nach Osten verlegt. Sein ursprünglicher Standort, wo die Leichname der Krieger von der Schlacht auf dem Kulikowo Pole beigesetzt worden waren, ist jedoch noch immer durch den Standort der alten Simonow-Kirche erkennbar.
Das Kloster wurde von den Bolschewiki 1923 aufgelöst und bald darauf wurden die meisten Gebäude zerstört, um Platz für das Kulturhaus des Automobilwerks Sawod imeni Lichatschowa (SIL) zu schaffen. Die erhaltenen Gebäude stammen alle aus dem 17. Jahrhundert. Dies sind vor allem drei Türme mit kanonenförmiger Architektur sowie Wirtschaftsgebäude im Stil des Naryschkin-Barock. Die Moskauer Regierung hat angekündigt, das Kloster umfangreich wieder aufzubauen.
Ein Teil des Geländes wurde wohl bereits 1990 vom Ministerium für Kultur der Sowjetunion der Russisch-Orthodoxen Kirche zurückübereignet und eine orthodoxe Gemeinschaft gehörloser Menschen begann mit Restaurations- und Rekonstruktions-Arbeiten. Der erste Gottesdienst wurde bereits 1992 gehalten.
Die malerische Lage des Klosters inspirierte viele Dichter, Schriftsteller und Künstler.

### Baugeschichte
Das Kloster wurde in den 1370er Jahren, während der Regierungszeit von Fürst Dmitri Donskoi, von dem Mönch Feodor, einem Neffen und Schüler von Sergius von Radonesch, gegründet. Nach anderen Überlieferungen soll das Kloster während der Regierungszeit von Simeon Iwanowitsch „dem Stolzen“ entstanden sein. Es befand sich zunächst am linken Ufer der Moskwa an der Stelle, an der heute noch die Pfarrkirche der Geburt der Allerheiligsten Gottesgebärerin steht (Церковь Рождества Пресвятой Богородицы в Старом Симонове – Zerkow Roschdestwa Preswjatoi Bogorodizy w Starom Simonowe). 1379 wurde an einem neuen Ort aus Stein eine Kirche Mariä Himmelfahrt der Allerheiligsten Gottesgebärerin (Успение Пресвятой Богородицы – Uspenije Preswjatoi Bogorodizy) errichtet mit Zellen für die Mönche. Der Bau der fünfkuppeligen Kathedrale dauerte 26 Jahre und wurde 1405 geweiht.
Sergius von Radonesch betrachtete das Simonow-Kloster als „Zweig“ des Dreifaltigkeitsklosters von Sergijew Possad und hielt sich während seiner Besuche in Moskau immer dort auf. Berühmte Kirchenführer studierten in dem Kloster: Kirill Beloserski (Кирилл Белозерский), Metropolit Iona Moskowski, Metropolit Gerontius, Erzbischof Ioann IV. von Rostow (Иоанн IV архиепископ Ростовский), Patriarch Joseph (Иосиф патриарх Московский). Im 16. Jahrhundert lebten und wirkten Wassian Patrikejew und Maxim der Grieche dort.

«Он (Максим Грек) привлек к себе любознательных людей из московской знати, которые приходили к нему побеседовать и поспорить «о книгах и цареградских обычаях», так что Максимова келья в подмосковном Симоновом монастыре стала похожа на ученый клуб.»

„Er (Maxim der Grieche) zog Neugierige aus dem Moskauer Adel an, die zu ihm kamen, um „über Bücher und Zaregrader Bräuche“ zu reden und zu streiten, so dass Maxims Zelle im Simonow-Kloster bei Moskau zu einem Gelehrtenklub wurde.“

1476 stürzte die Kirchenkuppel durch einen Blitzschlag ein. Die Spitze des Gebäudes wurde während der Regierungszeit von Iwan III. von einem Schüler des italienischen Architekten Aristotele Fioravanti restauriert. Früher wurde angenommen, der Architekt Fjodor Saweljewitsch Kon (Фёдор Савельевич Конь) habe im 16. Jahrhundert die Türme und Mauern des Klosters auf Kosten von Wladimira Grigorjewitscha Chowrina (Владимира Григорьевича Ховрина) gebaut. Moderne Forscher bezweifeln jedoch, dass Fjodor Kon am Bau der Befestigungsanlagen des Klosters beteiligt war.
Während des Überfalls von Devlet Giray auf Moskau im Jahr 1571 (Feuer von Moskau) wurde das Kloster laut Jerome Horsey erobert: „Der Krimzar, der mit seinen Truppen bequem im schönen Simonow-Kloster am Flussufer, vier Meilen von der Stadt entfernt untergebracht war, beobachtete dieses große Feuer, beschlagnahmte die Beute und nahm denen ihre Schätze ab, die es schafften, dem Feuer zu entkommen.“ Das unter Boris Godunow befestigte Kloster wehrte 1591 erfolgreich den Überfall der Krimtataren ab.
1606 wurde das Kloster von den Truppen von Iwan Issajewitsch Bolotnikow belagert, aber die Mönche und Dienstleute ergaben sich nicht.

«…они же разбойницы сие видевше, дерзновение быша, и паки на Коломенское пришедше, и ту сташа, и острог в земли зело крепко учинивше. И тако к Пречистые обители к Симонову монастырю пришедше; ту же во обители московские стрелцы быша: послани от царя Василия в защищение тоя обители иноком… Иноцы же … ставши крепко по православной вере християнской и по благоверном царе и великом князе Василии Ивановиче всеа Русии крепко стояти и битися с ними до смерти, а не здатися им… И ничто же окаянии успеша, но паче сами разбиени быша…»

„Sie sahen die Räuber, die Kühnheit der ersteren, und die Trupps kamen nach Kolomenskoje, und diese Truppen und Wehren waren sehr stark. Und so kamen sie zum heiligen Simonow-Kloster; das gleiche im Kloster, die Moskauer Bogenschützen der Vergangenheit: von Zar Wassili geschickt, um dieses Kloster zu schützen … die Fremden aber … stark geworden im orthodoxen christlichen Glauben und treu dem Zaren Wassili Iwanowitsch aus ganz Russland, stehe fest und kämpfe mit ihnen bis zum Tod und gib sie nicht auf … Und nichts war erfolgreich gegen diesen Fluch, umso erfolgreicher war die Zerstörung“

An Ostern 1611 wurde das Simonow-Kloster ein Zufluchtsort für Moskauer, die aus der brennenden Stadt flohen, und schließlich ein Außenposten für die erste russische Volksmiliz (Первое народное ополчение). Als der Kreml, Kitai-Gorod und Bely Gorod von den Polen besetzt wurden, blieb das Simonow-Kloster in den Händen der Moskauer. Im Herbst 1612 wechselten die im Simonow-Kloster stationierten Truppen zur Zweiten Miliz und hielten den Außenposten bis zur vollständigen Befreiung Moskaus, wobei sie der Miliz Hilfe schickten.
Im Jahr 1621 schenkten die Fürsten Mstislawski dem Kloster große Ländereien im Jaroslawski ujesd (russisch Ярославский уезд): zwei Pogost (погост, Kirchspiele), das Dorf (Selo) Iwanowskoje, 94 Dörfer, 13 Ödlandflächen und 6 Rodungsflächen mit Wiesen. Sie errichteten auch eine Steinkirche der Hodegetria neben der Mariä Himmelfahrt-Kathedrale. Im Jahr 1623 wurde mit Hilfe des Bojaren Suleschow eine Holzkirche im Namen der Muttergottes über dem Osttor errichtet. Ende des 17. Jahrhunderts gehörten dem Kloster fast 2500 Bauernhöfe und 20.000 Leibeigene.
In der Zeit von den 1630er bis zum Ende der 1680er Jahre wurden die Mauern und Türme im Kloster wieder aufgebaut und mit Zeltdächern gedeckt und die Fragmente der alten Festung von Fedor Konem integriert. Der Umfang der Befestigungsanlagen betrug 825 Meter, die Höhe betrug etwa 7 Meter. Entlang der Mauern wurden steinerne Zellengebäude, Werkstatträume und das Sushilo (Сушило), ein Wirtschaftsgebäude, errichtet. In den Jahren 1677 bis 1680 wurde das Neue Refektorium (zusammen mit der Kirche) nach dem Entwurf von Parfjon Petrow (Парфён Петров) begonnen. Der geplante Baustil wurde jedoch von der Klosterbehörde nicht genehmigt. Gegen den Baumeister wurde ein Gerichtsverfahren eingeleitet, und Ossip Starzew schloss dann den Bau bis Mitte der 1680er Jahre ab. Eine Kirche zu Ehren des Heiligen Sergius von Radonesch wurde ebenfalls gebaut. Von den Türmen hat sich der Eckturm Dulo, ein zweistufiger Wachturm, erhalten sowie der fünfseitige Schmiedeturm und der runde Salzturm.
Um 1700 wurde in der Nähe der Nordmauer eine kleine Kirche der Herabkunft des Heiligen Geistes (Сошествия св. Духа. Храм) errichtet. Das zweistöckige Gotteshaus mit einer Kuppel und einem Refektorium wurde ursprünglich im Namen des Mönchs Xenophon und der Maria-Angela (Ксенофонта и Марии-ангела) errichtet; es wurde als Xenophon-Krankenhaus (Ксенофонтовская больничная) bezeichnet. Ende des 17. Jahrhunderts wurde die Kathedrale ausgemalt und zur gleichen Zeit eine geschnitzte vergoldete Ikonostase errichtet, welche die Hauptreliquie des Klosters aufnahm, die Tichwiner Gottesmutter-Ikone, mit der Sergius von Radonesch der Überlieferung nach Dmitri Donskoi für die Schlacht von Kulikowo gesegnet hatte. Das Kloster erhielt auch ein goldenes Kreuz mit Diamanten und Smaragden als Geschenk der Prinzessin Maria Aleksejewna.

### 18. bis 19. Jahrhundert

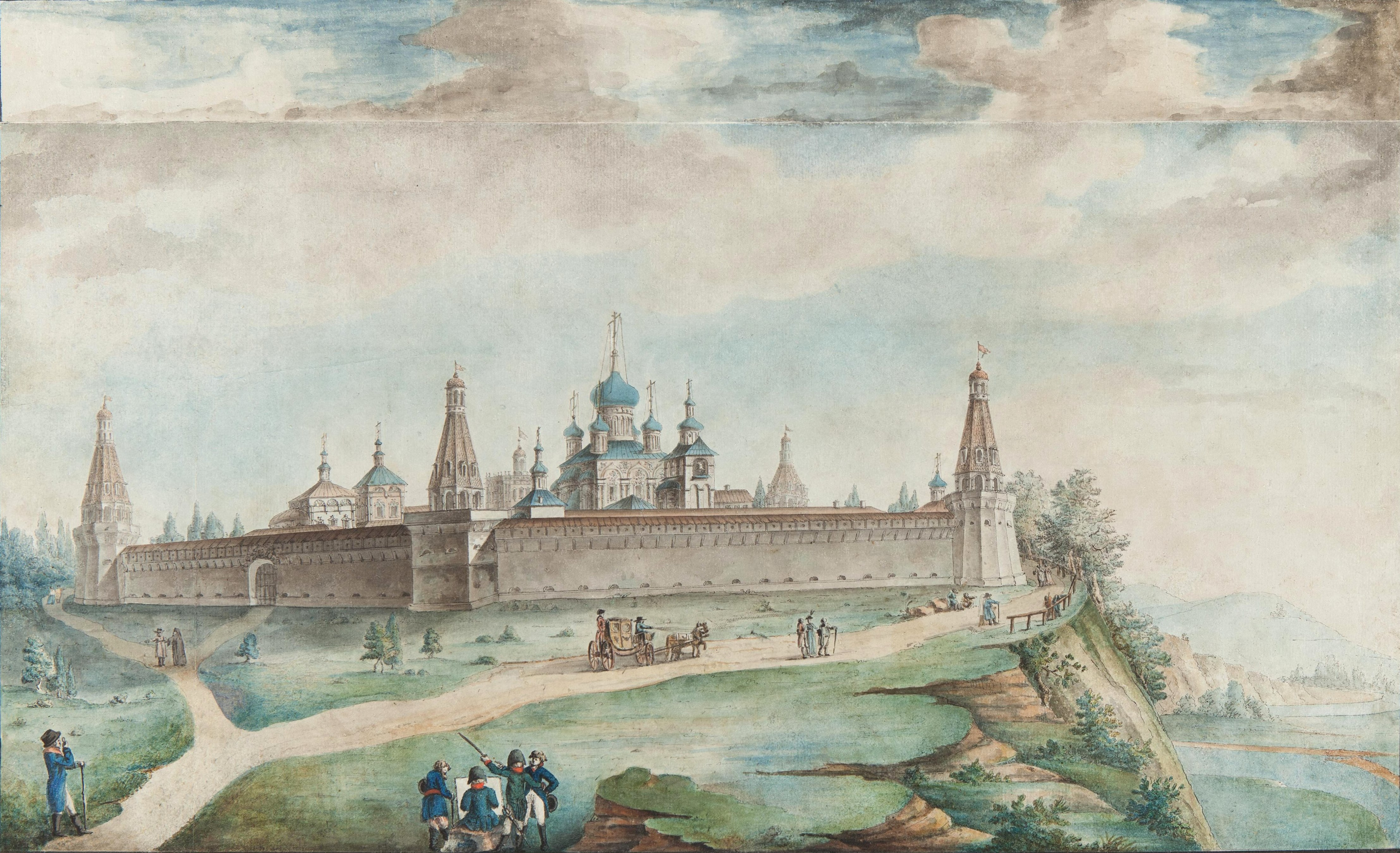
Blick von Nordosten auf das Simonow-Kloster, ca. 1800

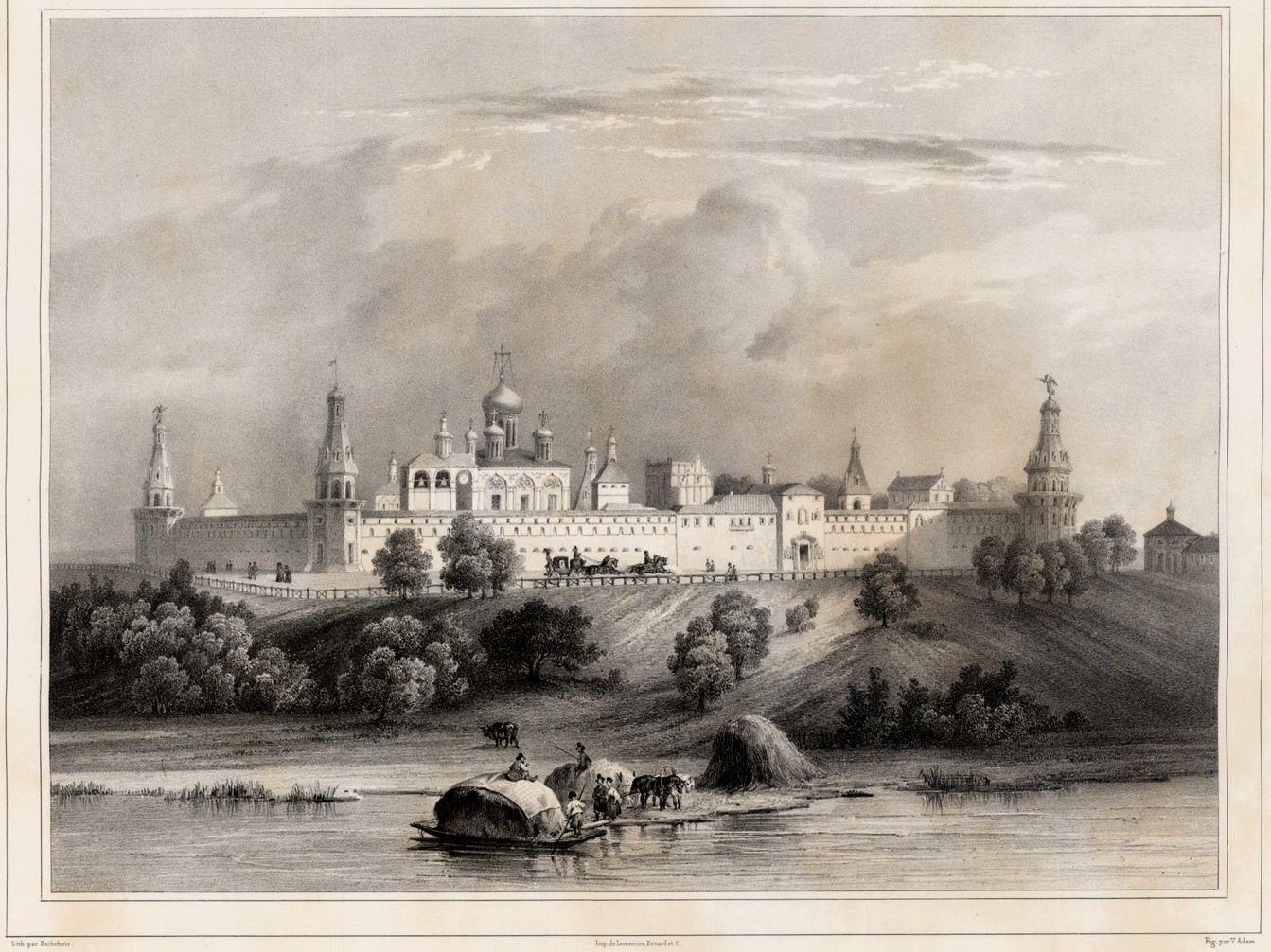
Blick auf das Kloster vom Fluss aus, um 1832–1834

Mit der Gründung der Moskauer Diözese in den 1740er Jahren wurde das Kloster stauropegial. Im Jahr 1764 beschloss Katharina II., die Staatskasse aufzufüllen, und führte die Säkularisierung durch, wodurch die Klostergüter abgeschafft wurden. Das führte zum Niedergang vieler Klöster, einschließlich des Simonow-Klosters.
Im Jahr 1771 begann in Moskau eine Pestepidemie. Als das erste Pestkrankenhaus im Nikolo-Ugreschski-Kloster (Николо-Угрешский монастырь) voll war, baute Generalleutnant Pjotr Dmitrijewitsch Jeropkin (Пётр Дми́триевич Еропки́н), der die Stadt verwaltete, ein neues Krankenhaus im Simonow-Kloster. Die Brüder des Klosters starben größtenteils an der Pest, und Archimandrit Gawriil (Krasnopolskij) (Гавриил Краснопольский, Gabriel von Krasnopolski) und die überlebenden Brüder wurden in das benachbarte Nowospasski-Kloster (Новоспасский монастырь) überführt, wo sie dann starben. Zum Chefarzt aller Pestkrankenhäuser wurde Daniil Samoilowitsch (Danila Samójlowitsch Samoilówitsch-Suschtschinski, Дани́ла Самóйлович Самойлóвич-Сущинский) ernannt, der im Simonow-Kloster die Mauern der Klosterzellen abreißen ließ und dadurch die Kapazität des Krankenhauses auf 2000 Krankenlager erweiterte. Die Genesenen wurden in das Danilow-Kloster überführt. Nach der Pestepidemie verfiel das Kloster. Trotz begonnener Restaurierungsarbeiten ordnete ein Dekret des Heiligen Synods vom 17. Mai 1788 an, „das Moskauer Simonow-Kloster aufzulösen … die Gebäude des Simonow-Klosters sollten der Abteilung des Hauptkriegskommissariats (Кригс-комиссариат) übertragen werden, für die Errichtung eines Krankenhauses dort.“
Dann beantragten jedoch der Leiter der Kaufmannsgilde Afanassi Iwanowitsch Dolgow (Афанасий Иванович Долгов) und der Ober-Prokurator des Heiligsten Synods, Graf Alexei Iwanowitsch Mussin-Puschkin, mit Unterstützung des Nowgoroder Metropoliten Gawriil (Petrow) (Гавриил Петров, Пётр Петрович Петров-Шапошников) bei Katharina II. die Restaurierung des Klosters. Durch einen persönlichen Erlass Katharinas II. vom 4. April 1795 wurde das Kloster „in seine frühere Lage und seinen früheren Zustand zurückversetzt“. Es wurde mit der Restaurierung des Klosters begonnen. Zum Vorsteher (Настоятель) wurde Archimandrit Ignati (Uschakow) (Игнатий Ушаков) ernannt, der aus dem Großen Tichwin-Kloster (Тихвинский Богородичный Успенский монастырь, Tichwinski Bogoroditschny Uspenski monastyr) der Eparchie Weliki Nowgorod versetzt worden war.
Im Jahr 1812, während der Besetzung Moskaus durch die Franzosen, wurde das Kloster geplündert. Die Vorhalle (Паперть, Papert) der Kathedralkirche und der Turm dienten als Stallungen, in den Klosterzellen ließen sich Soldaten nieder. Für die Restaurierung des Klosters in den 1820er Jahren kamen Gelder aus der Staatskasse, von Organisationen und Einzelpersonen. Der Historiker Wadim Wassiljewitsch Passek (Ва́дим Васи́льевич Па́ссек) schreibt:

«Вскоре явились приверженные к Симоновской обители благодетели, которые исправили необходимые церковные и монастырские нужды, и оказывали пособия к содержанию и обзаведению братии; а щедроты Государя Императора исцелили раны монастыря: все здания, пострадавшие от пожара, были поправлены и приведены в лучший порядок»

„Bald erschienen dem Simonow-Kloster verpflichtete Wohltäter, die die notwendigen kirchlichen und klösterlichen Bedürfnisse befriedigten und Hilfe für den Unterhalt und die Gründung der Brüder leisteten; und die Großzügigkeit des souveränen Kaisers heilte die Wunden des Klosters: Alle durch den Brand beschädigten Gebäude wurden repariert und in einen besseren Zustand gebracht.“

Im Jahr 1821 wurde Archimandrit Melchisedek (Sokolnikow) (Мельхиседек Сокольников) zum neuen Abt des Klosters ernannt. Es gelang ihm in über 30 Jahren Leitung, das Kloster gründlich zu restaurieren und zu renovieren (hauptsächlich mit Spenden von Gemeindemitgliedern). Unter ihm wurden alle Kreuze und Verzierungen, die zuvor aus Eisen bestanden, wieder aus Kupfer gefertigt und mit Gold überzogen. Im Jahr 1826 erhielt der Abt bei einem Treffen im Kloster die höchste Gunst der Kaiserin Maria Fjodorowna. In diesen Jahren besuchte Kaiser Nikolaus I. das Kloster mehrmals.
Im Jahr 1834 wurde auf Kosten des Kaufmanns Wassili Terlikow (Васили Терликов) der Mariä Himmelfahrt-Kathedrale auf der rechten Seite des Altars eine Kapelle (Придел) im Namen der Kasaner Ikone der Muttergottes und auf der linken Seite eine zwei-stöckige Sakristei hinzugefügt. Im Jahr 1835 wurden die Malereien fertiggestellt und das große Refektorium in der heizbaren Sergius-Kirche (später: Tichwin-Kirche) restauriert. Im selben Jahr wurde der alte Glockenturm vom Ende des 16. Jahrhunderts wegen Baufälligkeit abgerissen (und dessen Bruchsteine für den Bau eines neuen verwendet). Bereits 1830 hatte der Kaufmann Iwan Ignatiew (Иван Игнатьев, † 1831 oder 1832, begraben unter dem Altar der Sergius-Kirche) dem Kloster etwa 500.000 Rubel für einen neuen Glockenturm vermacht. Und in den Jahren 1835 bis 1839 wurde dann ein neuer Glockenturm in der Nordmauer errichtet kombiniert mit einem neuen Tor. Der vielstöckige Glockenturm, der nach dem Vorbild des Glockenturms Iwan der Große des Moskauer Kremls gestaltet wurde, übertraf diesen um 9 m an Höhe. Das ursprüngliche Projekt im klassizistischen Stil wurde von dem Architekten Jewgraf Tjurin (Евгра́ф Дми́триевич Тю́рин) entworfen, später jedoch im russisch-byzantinischen Stil nach dem Entwurf von Konstantin Ton errichtet. Die Höhe des fünfstöckigen Gebäudes betrug mehr als 90 Meter; auf der vierten Etage war eine Uhr installiert. Die größte Glocke auf dem Glockenturm wog 16,4 t (1000 Pud). In der gleichen Zeit wurden Arbeiten zum Wiederaufbau des Neuen Refektoriums mit dem Bau von zwei Kapellen durchgeführt. Auch die Kirche (Знаменская церковь, Snamenskaja zerkow) über dem Osttor wurde rekonstruiert und die Zellen des Rektors und der Bruderschaft wurden repariert; der gesamte Klosterzaun wurde in Eisen ausgeführt; in der Erlöserkirche wurde die Malerei über dem Westtor wieder aufgenommen; Auch der Altar der großen Mariä Himmelfahrt-Kathedrale wurde erneuert. Im Jahr 1891 berichtete der Moskauer Bürgermeister, dass der Moskauer Kaufmann I. I. Starzew (der 200.000 Rubel mit einem Staatskredit gewonnen hatte) 95.000 Rubel für die Restaurierung der Kirchen des Simonow-Klosters spendete. Zur Koordinierung der Arbeiten wurde unter Beteiligung der Kaiserlichen Moskauer Archäologischen Gesellschaft (Императорское Московское археологическое общество, Imperatorskoje Moskowskoje Archeologitscheskoje Obschtschestwo) eine Restaurierungskommission der Moskauer Duma gebildet.
Zu Beginn des 20. Jahrhunderts gab es im Kloster eine Pfarrschule und einen Abstinenzverein.

### Nach der Revolution
Nach der Oktoberrevolution wurden 1918 die sakralen Gegenstände von Wert in die Rüstkammer des Moskauer Kremls überführt. 1923 wurde das Kloster geschlossen und in der Tichwin-Kirche und dem Refektorium das „Museum für militärische Festungsverteidigung“ (Музей военно-крепостной обороны, Musei wojenno-krepostnoi oborony) eröffnet. Der Direktor Wassili Iwanowitsch Troizki (Василий Иванович Троицкий) knüpfte Beziehungen zur Kirchengemeinschaft: Er erlaubte Gottesdienste in einer der Klosterkirchen im Austausch für die Bereitstellung von Wächtern und Hausmeistern. Drei Jahre später wurden unter der Leitung der Architekten des Wissenschafts- und Restaurierungszentrums „Igor Grabar“ (Всероссийский художественный научно-реставрационный центр имени И. Э. Грабаря, Wserossijski chudoschestwenny nautschno-restawrazionny zentr imeni I. E. Grabarja) Nikolai Markownikow, Nikolai Schukow (Никола́й Константи́нович Жу́ков) und Dmitri Suchow (Дми́трий Петро́вич Су́хов, Dmitri Petrowitsch Suchow), Reparatur- und Restaurierungsarbeiten an den Mauern und Türmen durchgeführt. Im Jahr 1928 stürzte die Veranda des Refektoriums ein. Im selben Jahr zerstörte die Moskauer Stadtverwaltung den Klosterfriedhof.
1929 wurde das Territorium des Klosters für den Bau des Kulturpalastes des Proletarski Rajons (Пролетарский район) ausgewählt. In der Nacht des 21. Januar 1930 wurden die Gebäude des Klosters gesprengt. Fünf der sechs Kirchen wurden abgerissen, darunter die Mariä Himmelfahrt-Kathedrale, der Glockenturm, die Torkirchen, der Wachtturm und der Tainizkaja-Turm mit angrenzenden Gebäuden. Beim Abriss blieben die Südmauer mit drei Türmen, das Refektorium mit der Tichwin-Kirche und einige Wirtschaftsgebäude erhalten. An der Stelle der zerstörten Kathedrale und Nekropole wurde 1937 der Kulturpalast des Autowerks SIL (Дворец культуры ЗИЛ, Dworez kultury SIL) errichtet, entworfen von den Architekten Leonid und Wiktor Wesnin. Bis Mitte der 1950er Jahre wurden die Klostergebäude als Unterkünfte für Arbeiter in nahegelegenen Fabriken genutzt. In den 1960er Jahren wurden die Gebäude zur Unterbringung von Produktionshallen des Kombinats „Rybolow-sportsmen“ (промкомбинат „Рыболов-спортсмен“) umgebaut.
1991 wurde das Kloster der Russisch-Orthodoxen Kirche übergeben, die das eingestürzte Refektorium restaurierte, und im Juli 1992 fand dort der erste Gottesdienst statt.
Die Tretjakow-Galerie besitzt vier Ikonen, die mit dem Simonow-Kloster in Verbindung stehen:
- Unsere Liebe Frau Hodegetria (Moskauer Schule, um 1397): Kirill Beloserski (Кирилл Белозерский) brachte die Ikone 1397 aus dem Moskauer Alten Simonow Kloster in die Region Beloserski. Sie befand sich bis 1917 in der Mariä-Entschlafens-Kathedrale des Kirillo-Beloserski-Klosters. Die Galerie erhielt es 1931 vom Zentralen Wissenschafts- und Restaurierungszentrum;
- Ikone Gottesmutter von Wladimir (erste Hälfte d. 16. Jh.) aus der Kathedrale des Simonow-Klosters, von wo aus sie 1931 in die Galerie gelangte;
- Unsere Liebe Frau von der Deesis (Богоматерь из деисусного чина, zweite Hälfte d. 16. Jh.) kam 1930 aus dem Fonds der Moskauer Abteilung für öffentliche Bildung;
- ein Flügelaltar aus der Sakristei des Simonow-Klosters (im Inventar heißt es, dass Sergius von Radonesch mit diesen Tafeln die Mönche Alexander Pereswet und Rodion Osljabja vor der Schlacht von Kulikowo segnete; moderne Datierungen gehen jedoch von der Mitte des 17. Jh. aus, Moskauer Schule); auf dem Mittelstück ist der Erlöser von Smolensk mit dem knieenden Nikola und Kirill Beloserski und zwei Engeln dargestellt, auf den Flügeln die Gottesmutter und Johannes der Täufer.[40]

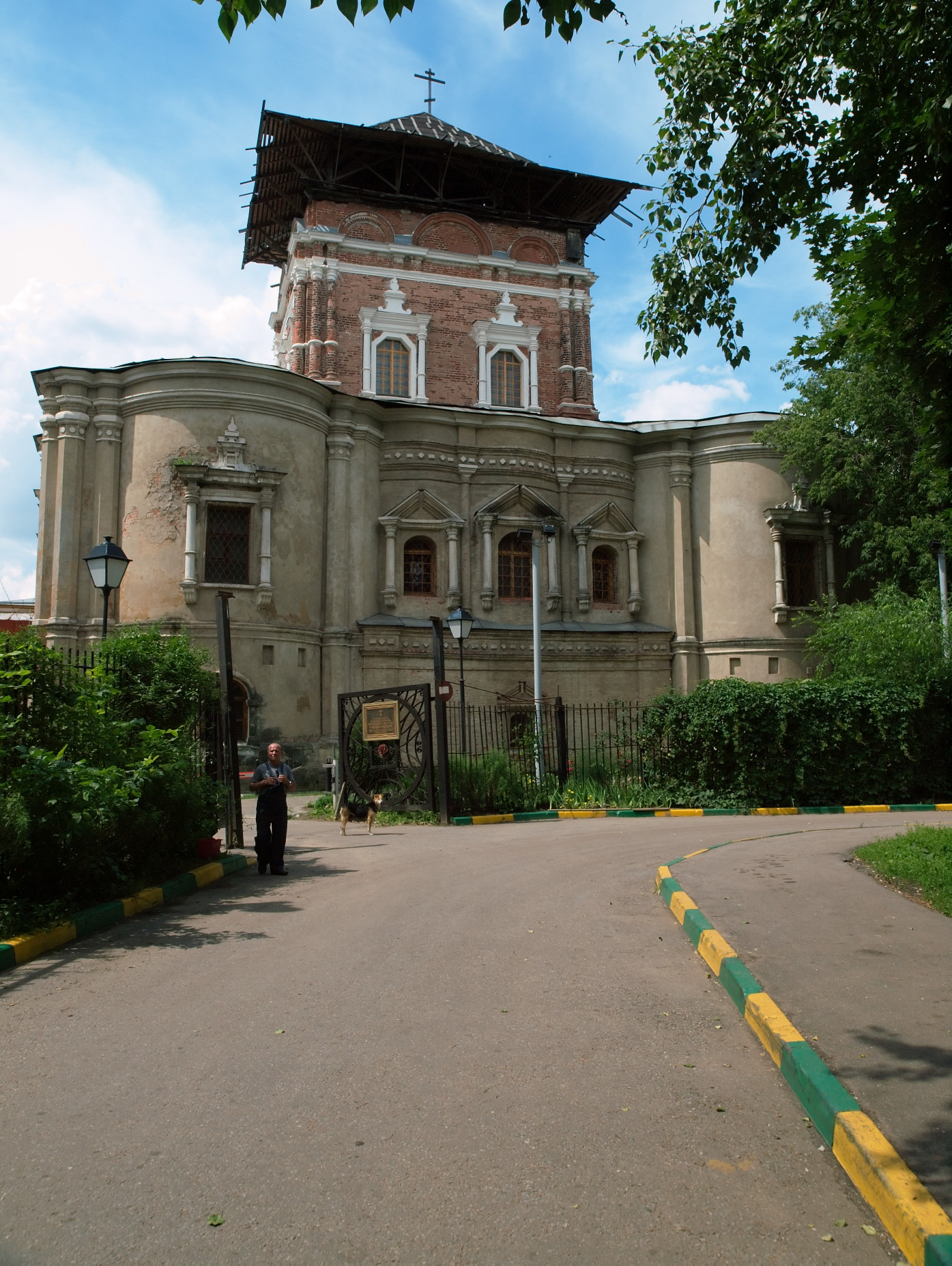
Ossip Starzews Refektorium
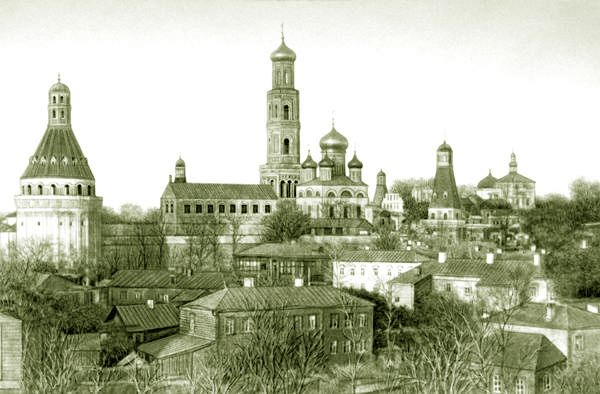
Die früheste Fotografie des Klosters von 1882
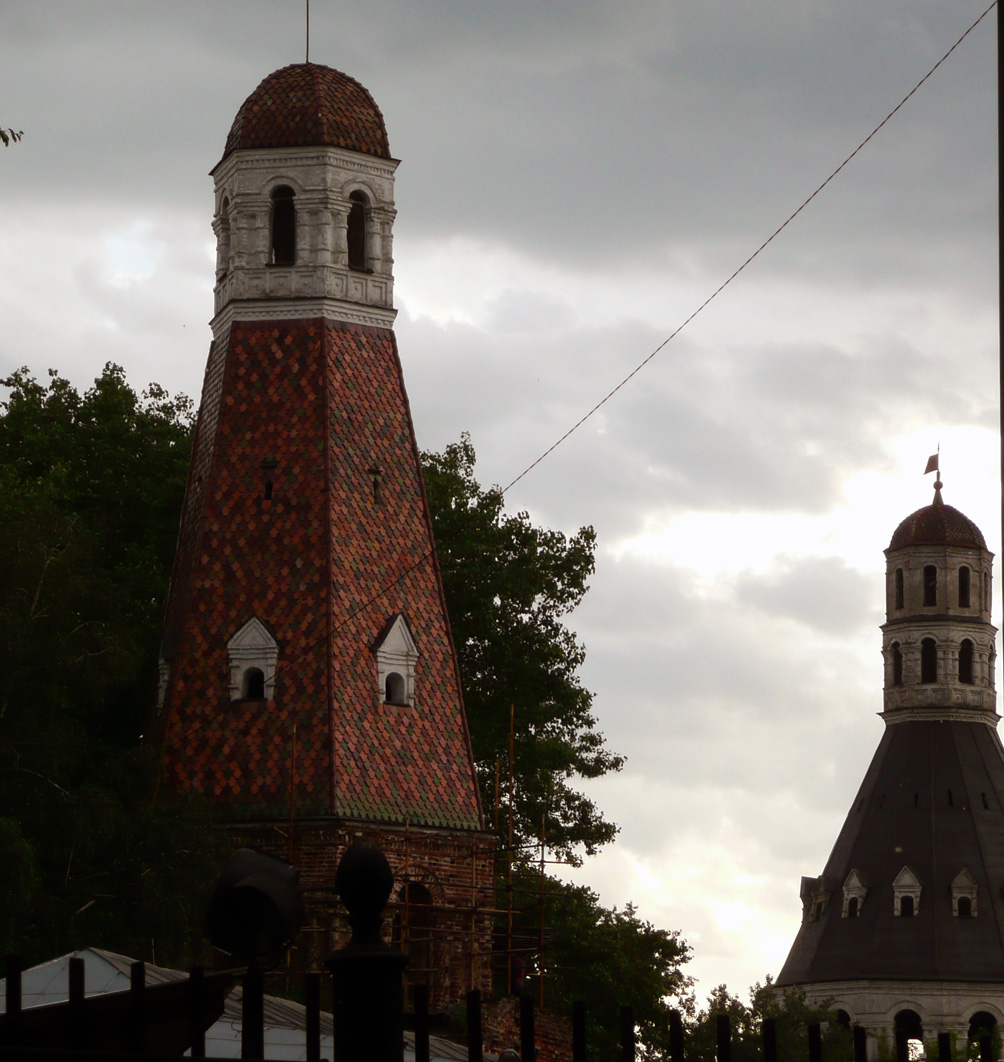
Die charakteristische Silhouette der Türme

## Äbte (Archimandriten) des Klosters
- Archimandrit Feodor (Феодор 1370—?)
- Archimandrit Kirill (Кирилл 1388—1396?)
- Archimandrit Ilarion (Иларион 1396–1406)
- Archimandrit Sergi (Сергий Азаков, 1406–1423)
- Archimandrit Geronti (Геронтий, 1447–1453)
- Archimandrit Aaron (Аарон, 1481–1482)
- Archimandrit Nifont (Нифонт, 1482–1484)
- Archimandrit Sossima Bradaty (Зосима Брадатый, 1485–1490)
- Archimandrit Warlaam (Варлаам)
- Archimandrit. Ioann (Иоанн, 1514–1520)
- Archimandrit Sawwa Tschorny (Савва Чёрный, 1543–1544)
- Archimandrit Trifon Stupischin (Трифон Ступишин, 1544–1549)
- Archimandrit Filofei (Филофей, 1560–1562)
- Archimandrit Iow (Иов, 1571–1572)
- Archimandrit Pawel (Павел, September 1612—August 1613)
- Archimandrit Lewki (Левкий, 1620–1625)
- Archimandrit Iossif (Иосиф (Дьяков), 1639—1642)
- Archimandrit Missail (Мисаил, 1666–1667)
- Archimandrit Pawel (Павел, Mai 1671–1674)
- Archimandrit Gawriil Domezki (Гавриил Домецкий, 1679–1691)
- Archimandrit Rafail Krasnopolski (Рафаил Краснопольский, 1704–1708)
- Archimandrit Dorofei Korotkewitsch (Дорофей Короткевич, 1710–1712)
- Archimandrit Amwrossi Juschkewitsch (Амвросий Юшкевич, 1734)
- Archimandrit Gawriil Krasnopolski (Гавриил Краснопольский, 24. März 1745–24. September 1771)
- Archimandrit Pawel Ponomarjow (Павел Пономарёв, 27. November 1783–1785)
- Archimandrit Ignati Uschakow (Игнатий Ушаков, 1795–1796)
- Archimandrit Ioann Terlikow (Иоанн Терликов, 1797–1810)
- Archimandrit Gerassim Knjasew (Герасим Князев, 1810–1821)
- Archimandrit Melchissedek Sokolnikow (Мельхиседек Сокольников, 1821–1851)
- Archimandrit Apolloni Matwejewski (Аполлоний Матвеевский, 1851–1861)
- Archimandrit Porfiri Popow (Порфирий Попов, 1861–1864)
- Archimandrit Guri Karpow (Гурий Карпов, 13. September 1865–1866)
- Archimandrit Jewstafi Romanowski (Евстафий Романовский, 1866–1881)
- Archimandrit Ioann Mitropolski (Иоанн Митропольский, 26. März 1881–1889)
- Archimandrit Andrei Sadowski (Андрей Садовский, 1889–26. April 1893)
- Archimandrit Arseni Isotow (Арсений Изотов, 1893–1894)
- Bischof Ioann Kratirow (Иоанн Кратиров, 12. März 1903–5. Dezember 1908)
- Bischof Missail Krylow (Мисаил Крылов, 1908–1917; 1914–1916 war der zuständige Priester Filaret Jazenko - Филарет Яценко)
- Erzbischof Nasari Kirillow (Назарий Кириллов, 1917–1919)
- Archimandrit Petr Rudnew (Петр Руднев, 1920–1921)
- Metropolit Iakow Pjatnizki (Иаков Пятницкий, 1921–1922)

## Architektur

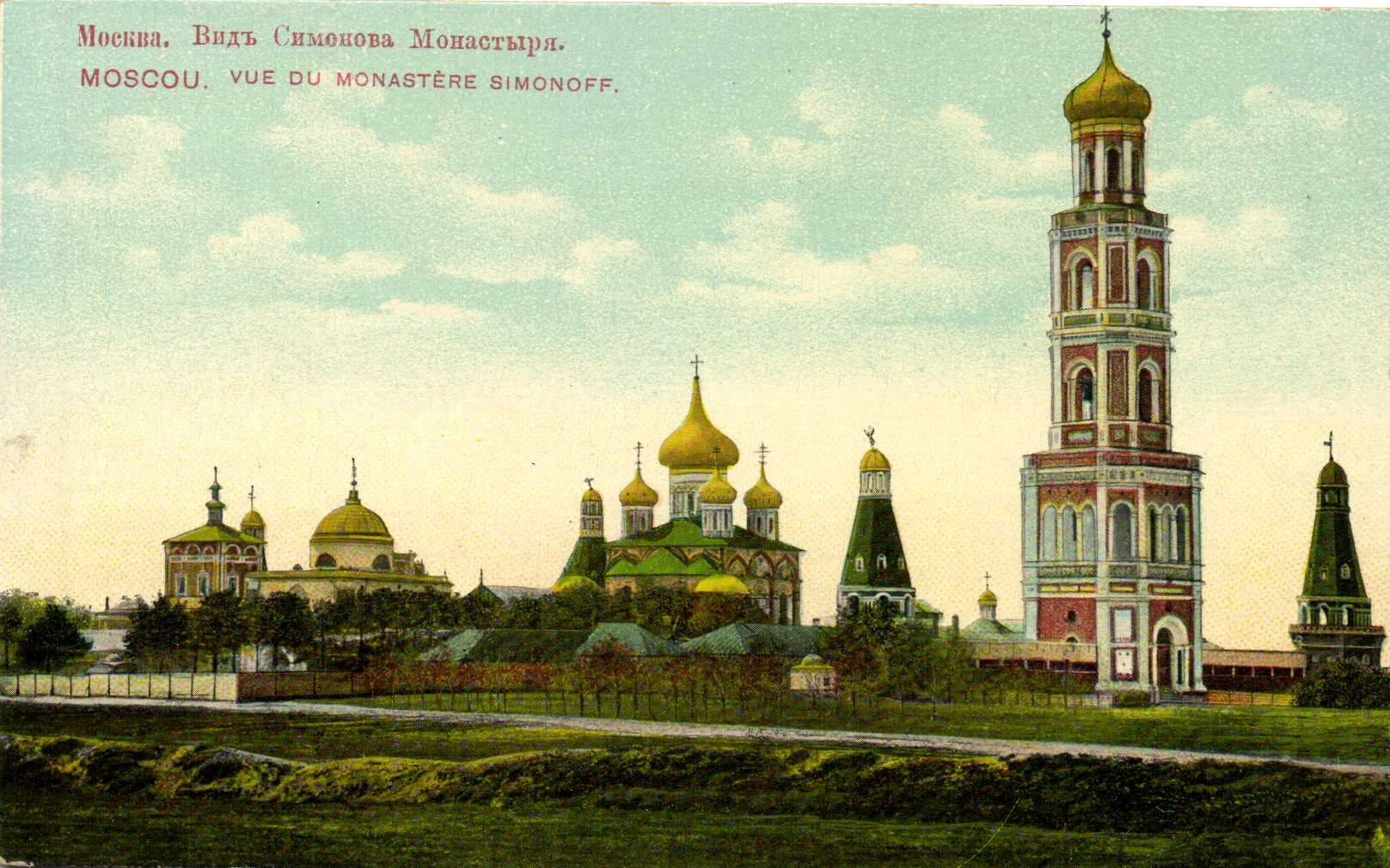
Blick auf die Tichwin-Kirche, die Kirche des Heiligen Wundertäters Nikolaus, die Mariä-Entschlafens-Kathedrale, den Glockenturm, den Wachturm und den Tainizkaja-Turm (in der Nähe des Glockenturms ist die Spitze der Kirche der Herabkunft des Heiligen Geistes zu sehen). Ende des 19. Jahrhunderts

### Türme und Umfassungsmauern
Die Festung hatte fünf Türme: die erhaltenen – Dulo, Kusnetschnaja und Solewaja (Дуло, Кузнечная, Солевая) sowie die 1930 zerstörten – Storoweschaja und Tainizkaja (Сторожевая, Тайницкая). Die Befestigungsanlagen wurden im 17. Jahrhundert vermutlich nach dem Entwurf von Antip Konstantinowitsch Wosoulin (Антип Константинович Возоулин) errichtet.
Im Inventar von 1741 heißt es über die Mauer:

«Вкруг монастыря на каменной ограде и на двух башнях и на кельях… кровли тесовые ветхи, надлежит оные собрав и покрыть вновь в два теса, подкладывая под спаи дрань; помянутая ограда вокруг мерою 300 саж., шириною 4 арш., башни длиною по 10 арш., шириной по 6 арш»

„Rund um das Kloster auf dem Steinzaun und auf zwei Türmen und auf den Zellen... die Dächer sind mit baufälligen Brettern gedeckt, sie sollten gesammelt und mit neuen Brettern wieder gedeckt werden, wobei Schindeln unter den Traufen angebracht werden. Der oben genannte Zaun um die Maßnahme misst 300 Saschen, die Breite ist 4 Arschin, die Türme sind 10 Arschin lang, 6 Arschin breit“

- Der Dulo-Turm (Башня Дуло) ist der größte Festungsturm in Moskau.[43] Er befindet sich in der südwestlichen Ecke der Klostermauer, der strategisch wichtigsten, die zwischen 1630 und 1640 erbaut wurde.[44] Er verfügte über vier Schießschartenebenen, auf der zweiten und dritten befanden sich Wagen zum Heben von Waffen und Munition. In der zweiten Hälfte des 17. Jahrhunderts wurde der Turm mit einem steinernen Zeltdach anstelle der abgerissenen Brüstungsmauer errichtet.
- Der Schmiedeturm (Кузнечная башня) liegt zwischen Dulo und Solewaja und hat im Grundriss eine fünfeckige Form. Er wurde gleichzeitig mit dem gesamten Klosterbefestigungskomplex erbaut und Ende des 17. Jahrhunderts mit einem mit roten Ziegeln bedeckten Steindach errichtet. Nach der Schließung des Klosters in den 1920er Jahren befand sich im Untergeschoss eine Reparaturwerkstatt. In den frühen 1930er Jahren wurde der Abschnitt der Südmauer, der von Osten an den Schmiedeturm angrenzte, vollständig zerstört.[45]
- Der Salzturm (Солевая башня) ist ein neunzehneckiger Bau mit unteren und mittleren Zinnen in gewölbten Nischen.[46]

Auf zwei Türmen (Dulo und Wachtturm) wurden in den 1830er Jahren zwei hoch aufragende Engel mit Trompeten auf vergoldeten Kugeln angebracht.
Kornili Jakowlewitsch Tromonin (Корни́лий Я́ковлевич Тромо́нин) liefert im Buch „Dostopamjatnosti Moskwy“ (Достопамятности Москвы – Landmarken von Moskau) folgende Informationen zu den Namen der Türme:

«Покойный Архимандрит Воскресенского монастыря Арсений рассказывал, что башни, построенные вокруг Симонова монастыря, у ограды, по преданию, известному ему ещё в малолетстве, называются: 1. Dura, Крепкая. 2. Firma, Непоколебимая, 3. Valida, Сильная. 4. Robusta, Твердая. 5. Fortis, Неустрашимая. Названия сии древние, об этом слышал он, учась в семинарии, от старших учителей. Достопамятности Москвы, изданныя Корнилием Тромониным.»

„Der verstorbene Archimandrit Arseny vom Auferstehungskloster sagte, dass die Türme, die rund um das Simonow-Kloster in der Nähe des Zauns errichtet wurden, einer Legende zufolge, die ihm aus seiner Kindheit bekannt war, heißen: 1. Dura, Stark. 2. Firma, unerschütterlich, 3. Valida, stark. 4. Robusta, solide. 5. Fortis, unerschrocken. Diese Namen sind uralt, davon hörte er während seines Studiums am Seminar von älteren Lehrern.“

In der Festungsmauer gab es bis zu fünf Tore (im Jahr 1930 waren es drei Tore).
- Nordtor oder heiliges Tor (Северные/Святые) – in den späten 1830er Jahren zusammen mit dem Glockenturm erbaut; befand sich in der ersten Etage des neuen Glockenturms.
- Westtor (Западные) – von der Seite des Moskwa-Ufers, mit dem Tor zur Spasskaja-Kirche; vor dem Bau des neuen Glockenturms diente es als Hauptkirche (Heiliges Tor).
- Wassertor (Водяные) – ebenfalls von der Seite des Moskwa-Ufers, direkt hinter dem Finanzgebäude.
- Südtor oder seitliches Tor (Южные/Боковые; seitlich) – befand sich im Raum zwischen den Türmen Dulo und Kusnetschnaja, dann abgerissen und von innen durch ein Gebäude aus dem 19. Jahrhundert verschlossen; teilweise restauriert in den 60er Jahren des 20. Jahrhunderts.[48]
- Osttor oder Wiesentor (Восточные/Луговые) – das Tor zur Kirche des Zeichens der Heiligen Jungfrau Maria (seit 1834 des Heiligen Wundertäters Nikolaus).

Die Mauern und Türme (Gebäude 2, 6, 8) sind im Roten Buch von Archnadsor (Красная книга Архнадзора, Elektronischer Katalog gefährdeter Immobilien- und Kulturerbestätten in Moskau) enthalten.

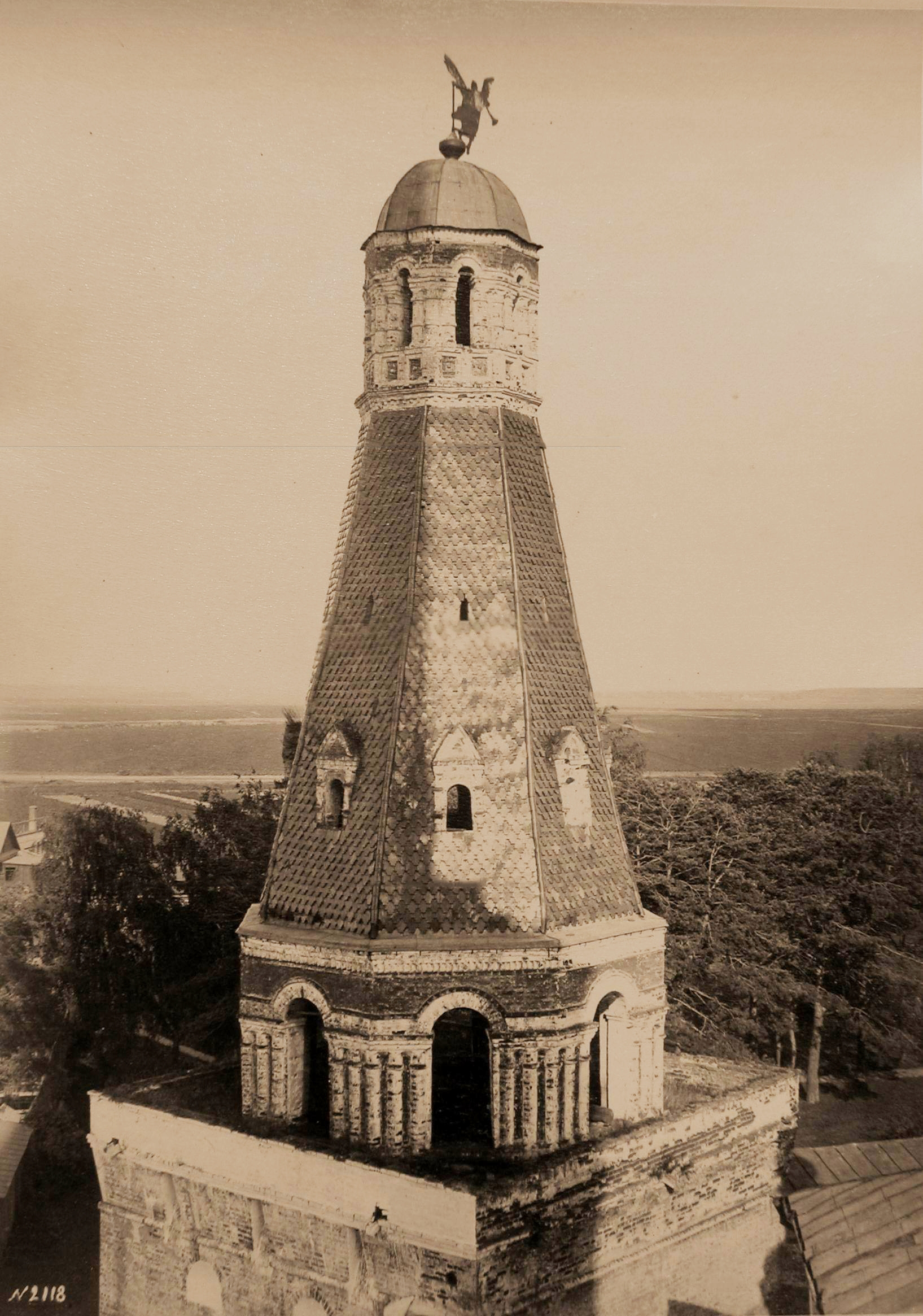
Wachturm
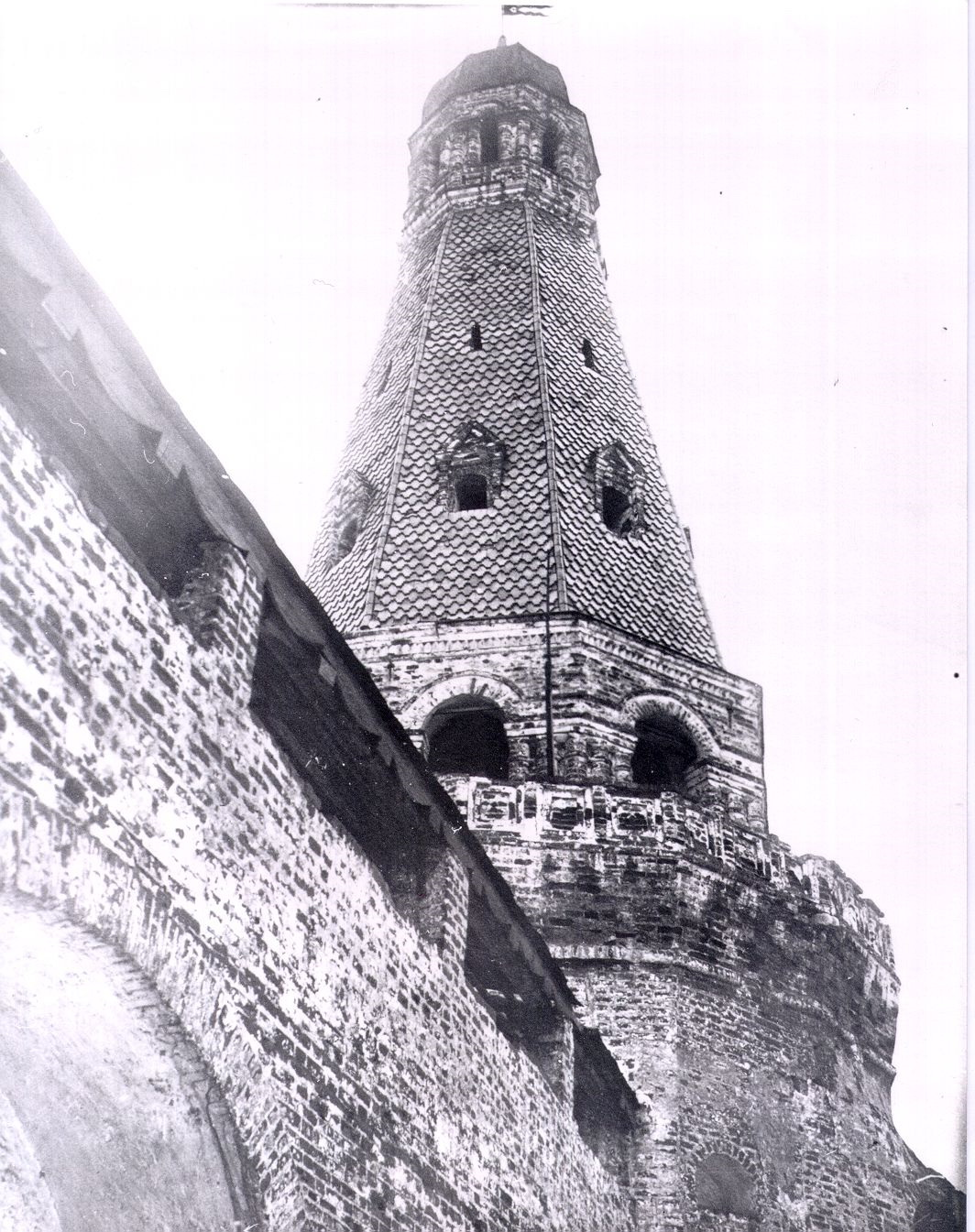
Taininskaja-Turm
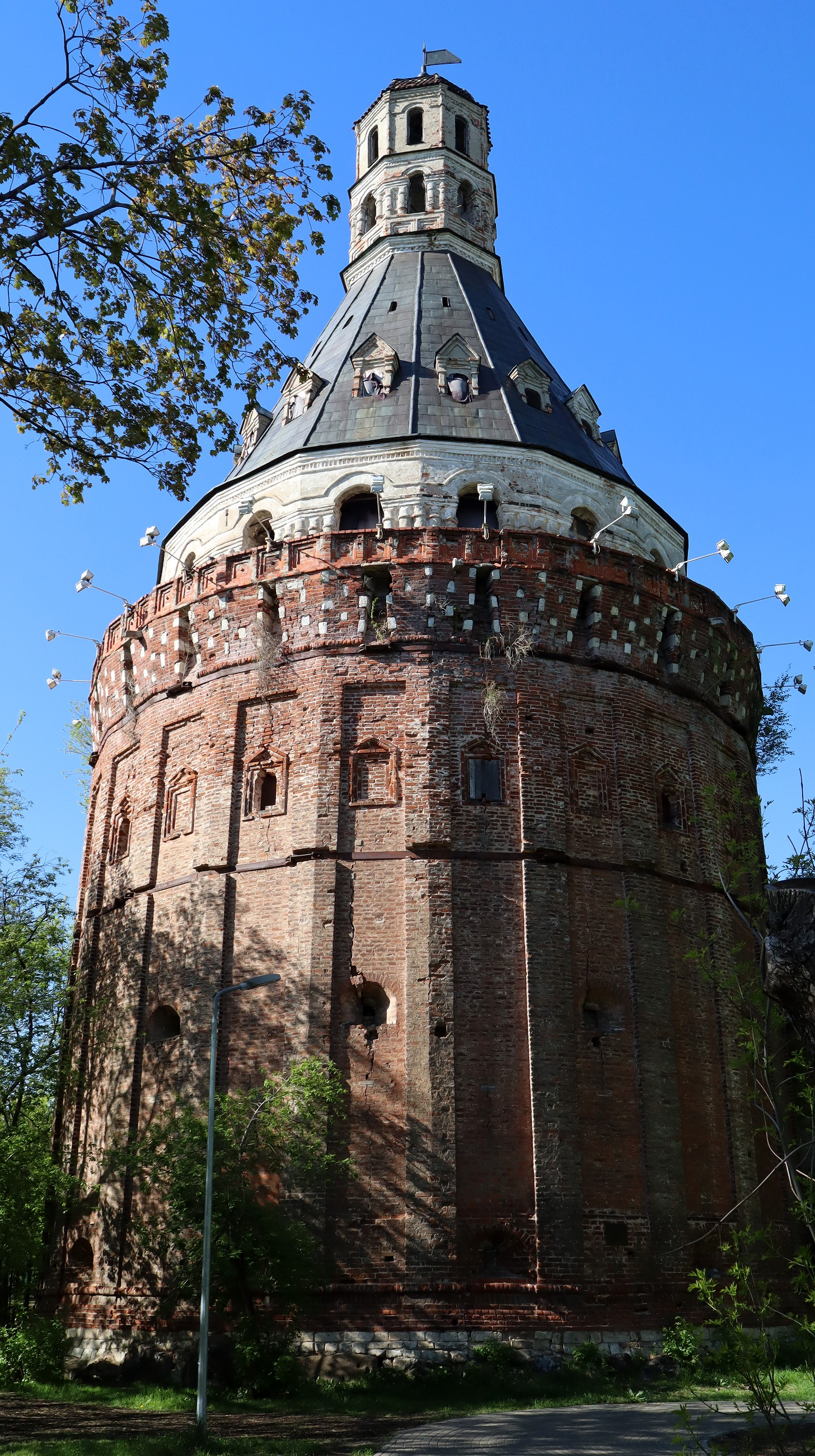
Dulo-Turm, 2023
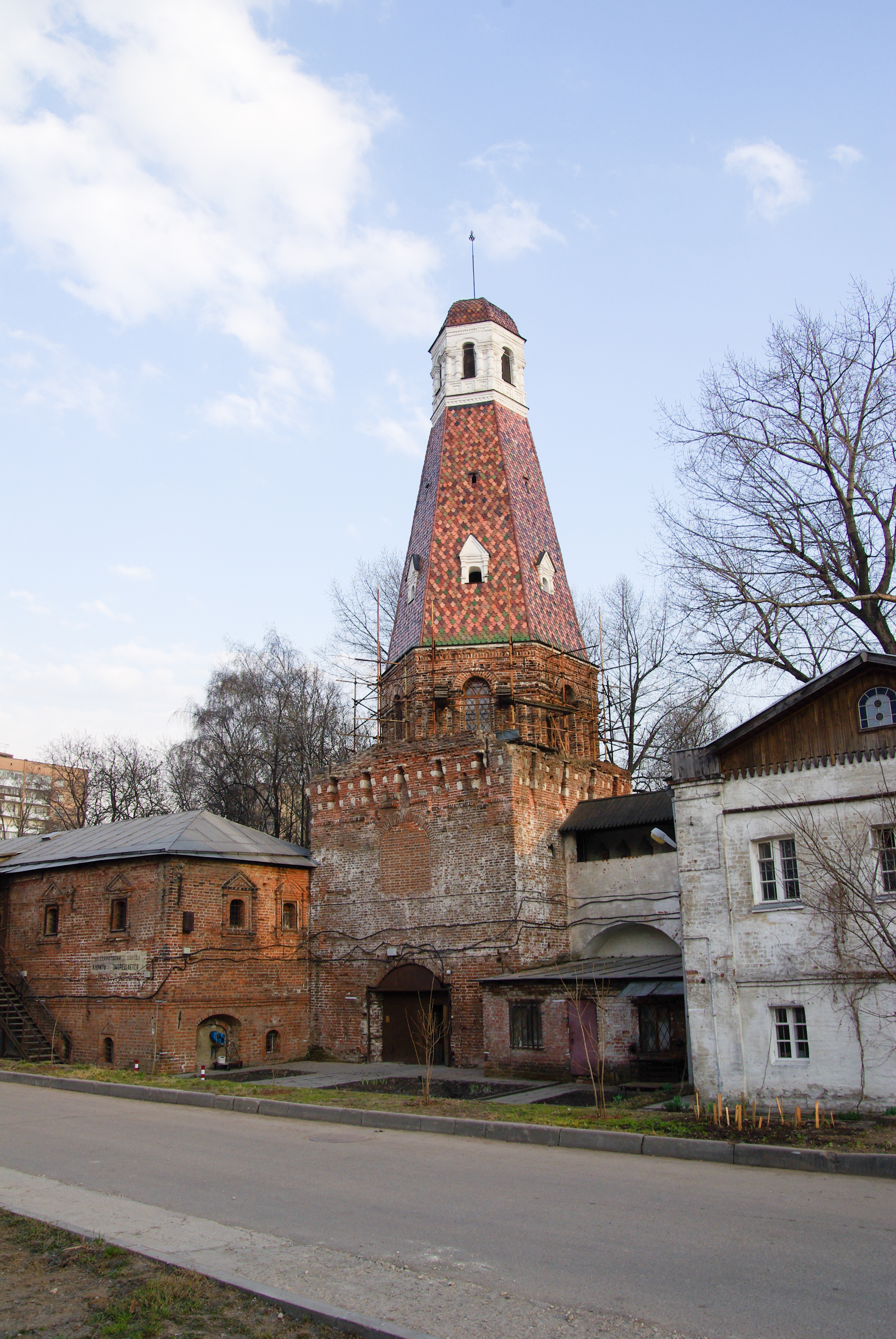
Schmiedeturm, 2010
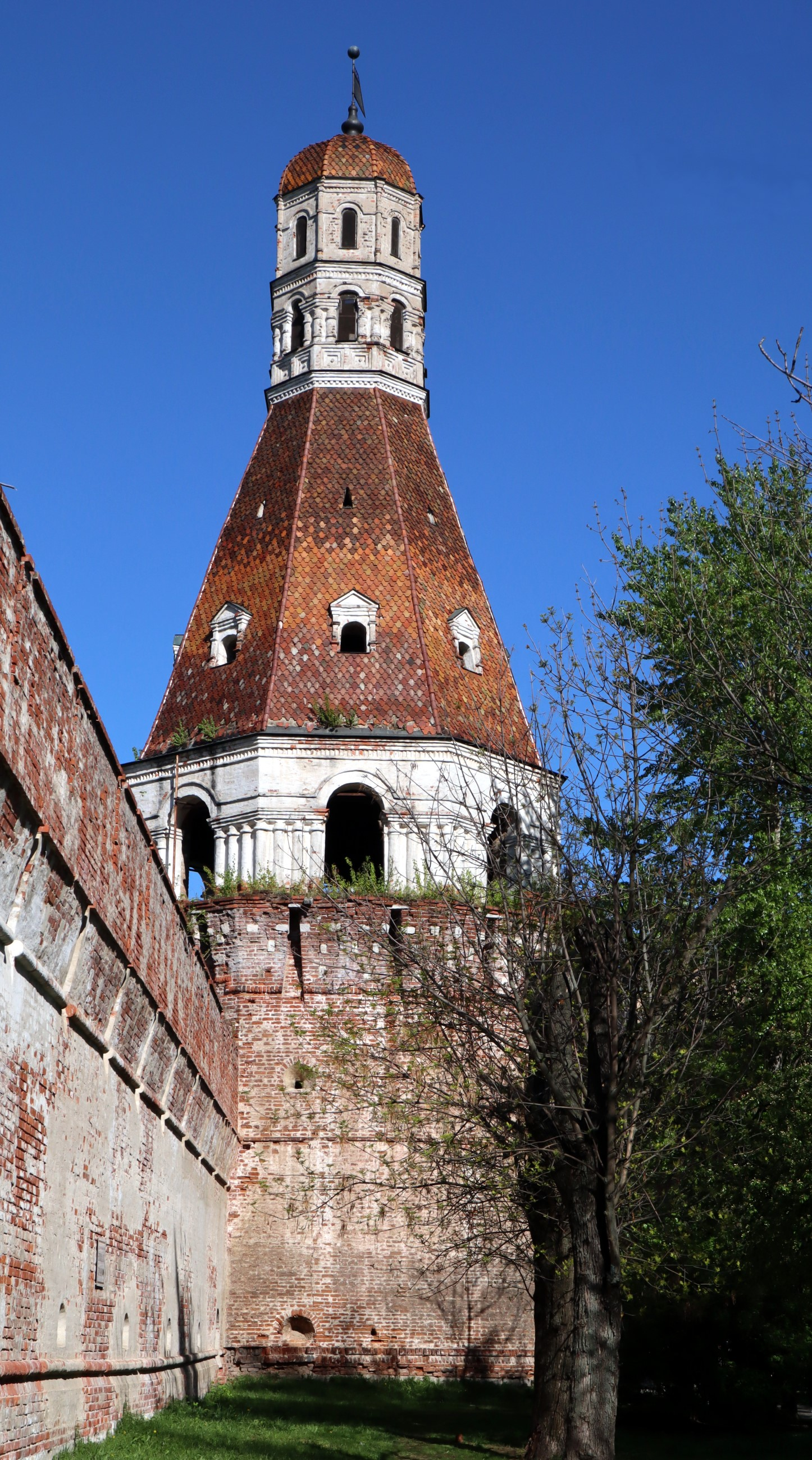
Salzturm 2023

### Neues Refektorium mit der Kirche der Tichwiner Ikone der Gottesmutter

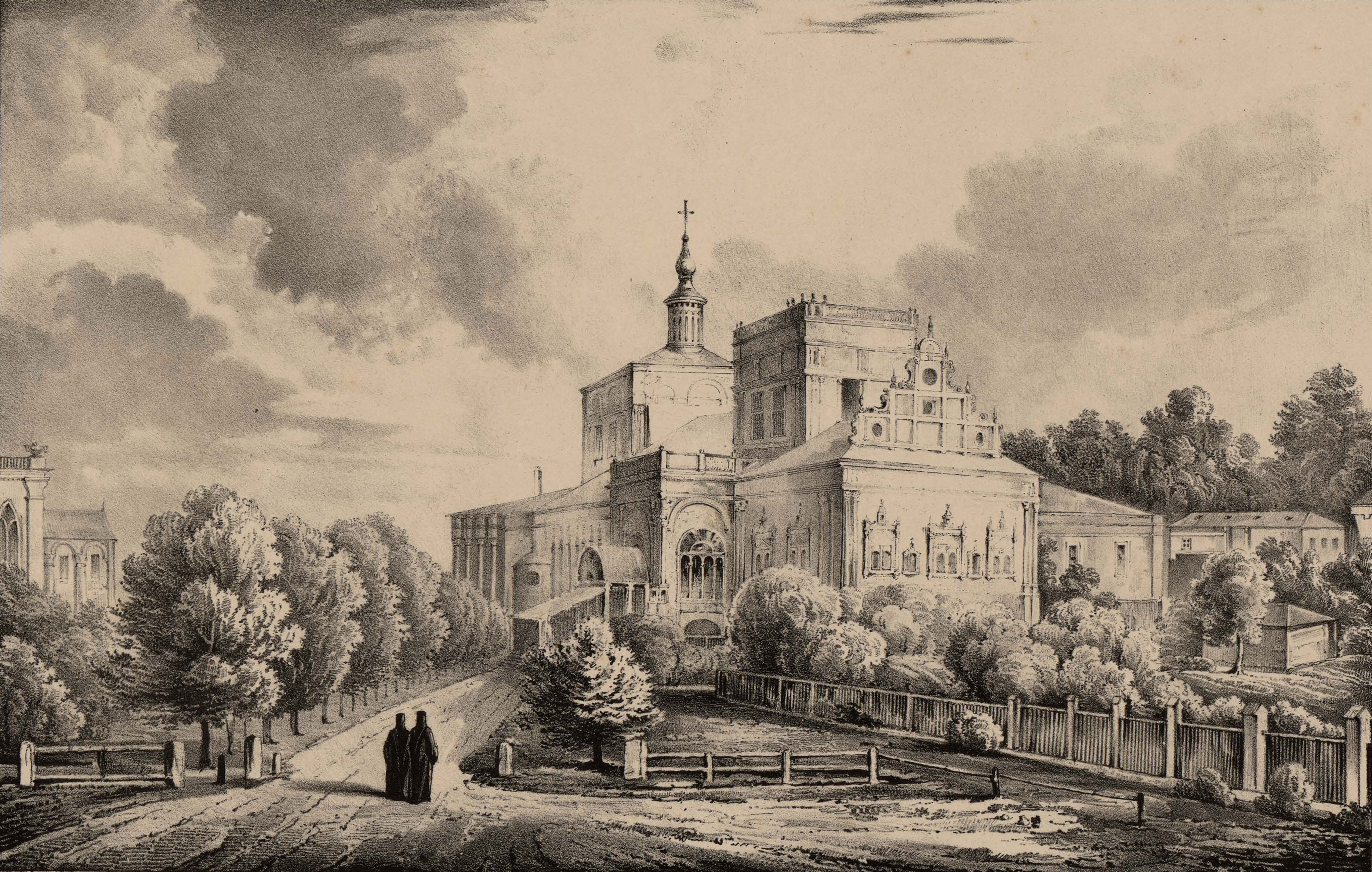
Refektorium, 1843

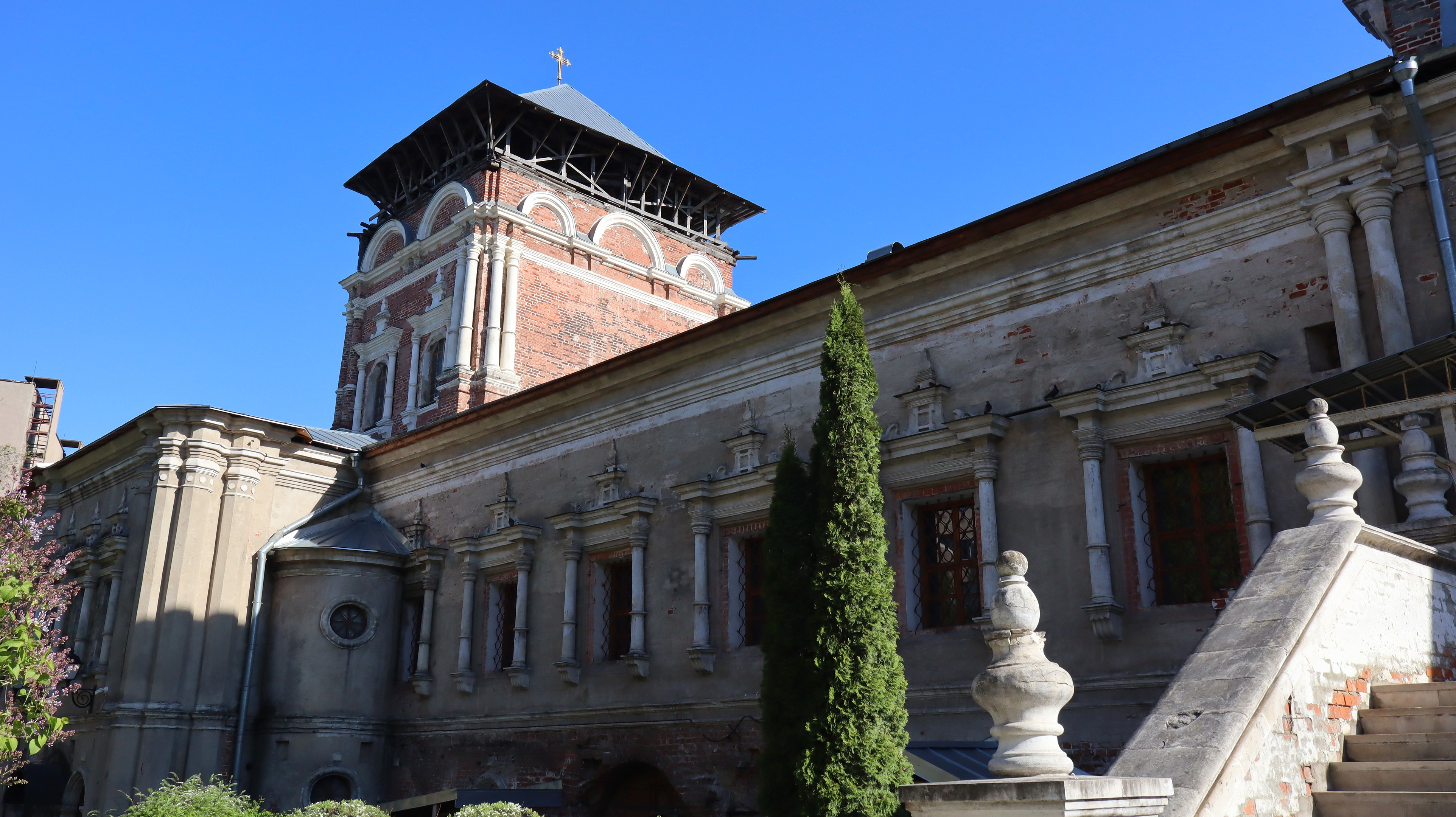
Das Refektorium mit der Kirche, die Ende des 17. Jahrhunderts von Ossip Starzew erbaut wurde, 2023

Der Bau des Neuen Refektoriums wurde 1680 von Parfjon Petrow auf Kosten von Zar Fjodor III. Alexejewitsch begonnen. Beim Bau des neuen Gebäudes verwendete der Architekt Details der alten Moskauer Architektur, die den Klosterbehörden nicht gefielen. Sie reichten Klage gegen den Meister ein und drei Jahre später wurde das Refektorium vom Architekten Ossip Starzew im Moskauer Barockstil umgebaut. Das neue Refektorium wurde zu einem der bedeutendsten Gebäude des späten 17. Jahrhunderts. Das aufwendig dekorierte Gebäude war mit einer farbenfrohen „Schachbrett“-Bemalung versehen – einem Malstil, der facettiertes Mauerwerk imitiert. Im Norden, vor dem Refektorium, wurde eine große Veranda mit Bögen errichtet, und westlich davon befanden sich die Gemächer des Zaren Fjodor Alexejewitsch, in denen er während des Fastens lebte (später wurden sie zu einem Winterrefektorium der Mönche). Über der Veranda befand sich ein viereckiger Turm mit einer offenen Galerie, die einen hervorragenden Blick auf die Moskwa und den Kreml bot.
Im Oktober 1798 wurden auf Kosten des Kaufmanns und Moskauer Bürgermeisters Afanassi Dolgow (Афанасий Иванович Долгов) im Refektorium zwei Kapellen errichtet: die erste im Namen von Athanasius von Alexandria und dem Martyrium von Glyceria, die zweite zu Ehren der Mönche Xenophon und Maria. Im Jahr 1806 wurde auf Wunsch der Frau von Walentin Mussin-Puschkin die südliche Kapelle im Namen des heiligen Märtyrers Valentin geweiht (über dem Grab ihres 1804 verstorbenen Mannes).
Im Jahr 1840 wurde der Thron, der zuvor im Refektorium der Kirche im Namen des Heiligen Sergius stand, zu Ehren der Tichwin-Ikone der Muttergottes neu geweiht. Gleichzeitig wurden insbesondere an der Süd- und Nordseite neue Kapellen anstelle der bereits bestehenden errichtet, an der Nordseite wurde eine Abschrankung im Namen des Heiligen Sergius des Wundertäters errichtet; (mit Unterstützung von Staatsrat G. Lepechin – Г.Лепехин).
In den Jahren 1910–1911 wurde auf Kosten von Anna Bachruschina (Аннa Бахрушинa) eine umfassende Renovierung des Gebäudes durchgeführt: Es wurde verputzt, dekoriert und neue Decken und Fensterbänke angefertigt.
Nach den revolutionären Ereignissen wurden im Jahr 1923 die Tichwin-Kirche und das Refektorium Teil des Museums. Im Jahr 1928 stürzte die vordere Nordveranda ein. Ein Jahr später beantragte der Vorstand des Arbeiterpalastes „Proletarskaja Kusniza“ (Пролетарская кузница), „das Refektorium des Simonow-Klosters in ein Theater für die Arbeiter in der Straße Leninskaja Sloboda umzuwandeln“. Dem Antrag wurde jedoch nicht stattgegeben. Nach der Sprengung des Klosters diente das Refektorium wie andere erhaltene Gebäude als Wohnraum.
Im Jahr 1982 befanden sich die Haupträume des Kombinats im Refektorium. Das in den 1990er Jahren gegründete Patriarchalische Metochion mit einer Pfarrei für Seh- und Hörbehinderte konnte die Kirche und das Refektorium teilweise restaurieren und bewohnen. Seit 2022 finden Gottesdienste in der Kirche statt.
Das Refektorium und die Kirche sind im Roten Buch von Archnadsor aufgeführt.

### Mariä-Himmelfahrt-Kathedrale

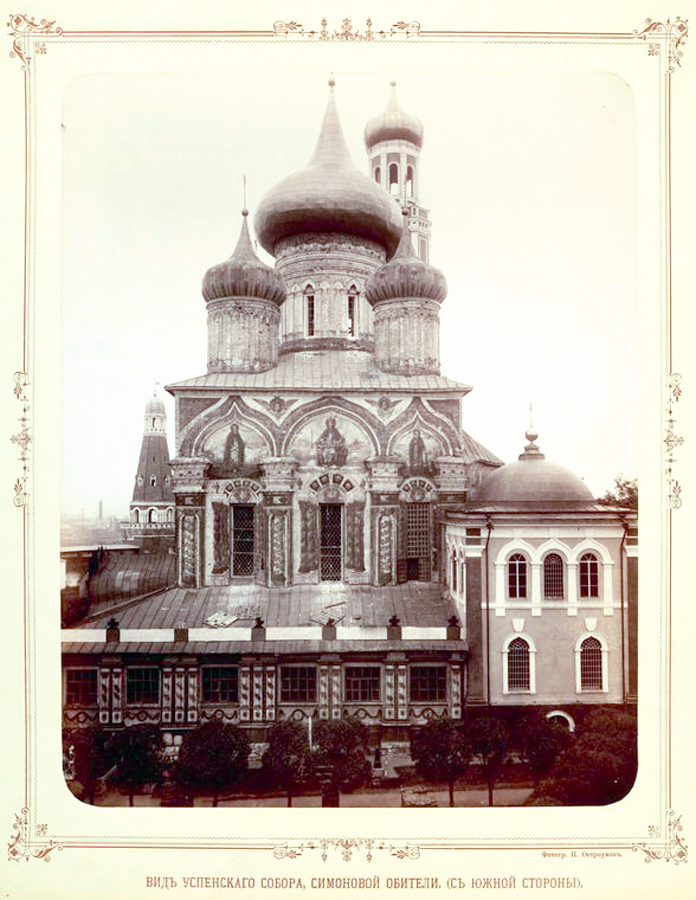
Mariä Himmelfahrt-Kathedrale, Ende 19. Jahrhundert

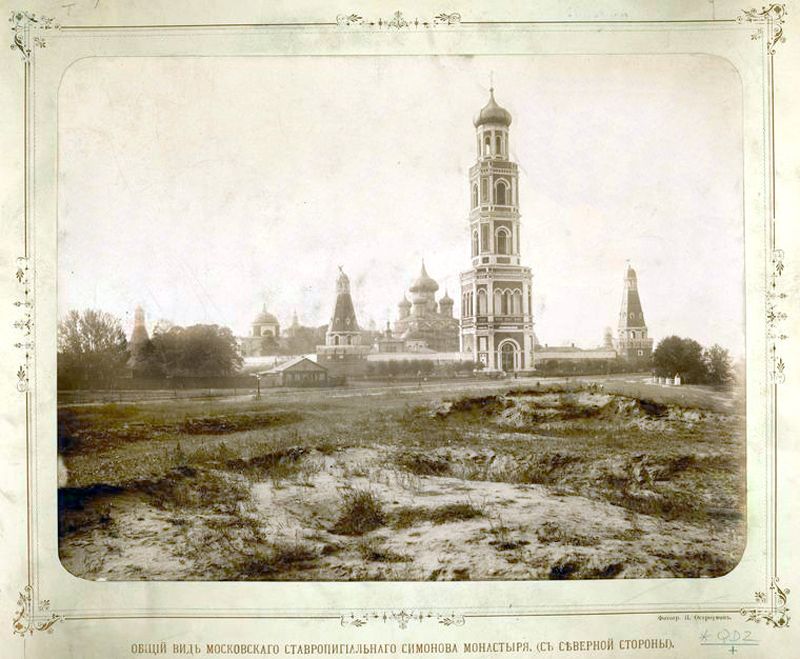
Glockenturm (von Norden), Ende 19. Jahrhundert

Die Hauptkirche wurde 1379 gegründet und 1405 geweiht. Die Höhe mit dem Kreuz betrug etwa 25 Saschen. Die Ikonostase der Kathedrale wurde 1404 und 1405 von Maxim dem Griechen und Andrei Rubljow bemalt. In der unteren Ebene der Ikonostase befanden sich folgende Ikonen: „Die Entschlafung der Heiligen Jungfrau Maria“, „Die lebensspendende Dreifaltigkeit“, die „Tichwiner Ikone der Muttergottes“, die „Simonow-Kasan-Ikone der Muttergottes“. In der örtlichen Reihe befand sich das Bild des „Allmächtigen Erlösers“. Es wurde ein mit Edelsteinen verziertes goldenes Kreuz aufbewahrt – ein Geschenk der Prinzessin Maria Aleksejewna. Die Kirche wurde 1930 zusammen mit anderen Gebäuden gesprengt.
In den Aufzeichnungen des Erzdiakons Paul von Aleppo (Павел Алеппский, Pawel Aleppski), der im Februar 1656 gemeinsam mit dem Patriarchen Macarius von Antiochia (Патриа́рх Мака́рий III) das Simonow-Kloster besuchte, wird die Kathedrale wie folgt beschrieben:

«Нас повели вверх в высокую церковь с одним куполом, в ней мы отстояли часы и вечерню. Облачив нашего владыку патриарха, мы вышли в нарфекс и отслужили царский молебен… Эта церковь весьма высока, с тремя железными дверями. Что касается царских врат, то мы ещё не видывали подобных им по их высокой ценности, ибо они сплошь покрыты золотом, серебром и драгоценными каменьями.»

„Wir wurden zu einer hohen Kirche mit einer Kuppel geführt, wo wir die Stundengebete und die Vesper feierten. Nachdem wir unseren Herrn, den Patriarchen, eingekleidet hatten, gingen wir zum Narthex und hielten den königlichen Gebetsgottesdienst (Молебен)... Diese Kirche ist sehr hoch und hat drei Eisentüren. Was die Königstüren betrifft, so haben wir in Bezug auf ihren hohen Wert noch nie etwas Vergleichbares gesehen, denn sie sind vollständig mit Gold, Silber und Edelsteinen bedeckt.“

Im Jahr 1834 wurde durch die Bemühungen des Archimandriten Melchisedek auf beiden Seiten des Altars Folgendes hinzugefügt: auf der rechten Seite eine Steinkapelle im Namen der Kasaner Muttergottes und auf der linken Seite eine zweistöckige Sakristeikammer. Die Kuppeln der Kapelle und der Sakristei waren mit weißem Eisenblech verkleidet, die Mittelkuppel des Doms und die Kreuze waren mit Rotgold vergoldet. Die anderen vier Abteilungen der Kathedrale waren blau gestrichen und mit Sternen aus vergoldetem Kupfer verziert.
Die vergoldeten Königstore (Царские врата, Zarskije wrata) aus den frühen 1680er Jahren, die von den Bolschewiki bei der Zerstörung des Klosters gestohlen wurden, sind heute in der Dauerausstellung antiker russischer Ikonenmalerei aus dem 14. bis frühen 18. Jahrhundert in der Staatlichen Eremitage in St. Petersburg ausgestellt: „Die Torflügel, die mit durchgehenden volumetrischen Schnitzereien verziert sind, sind ein markantes Beispiel der sogenannten flämischen Schnitzerei.“

### Glockenturm

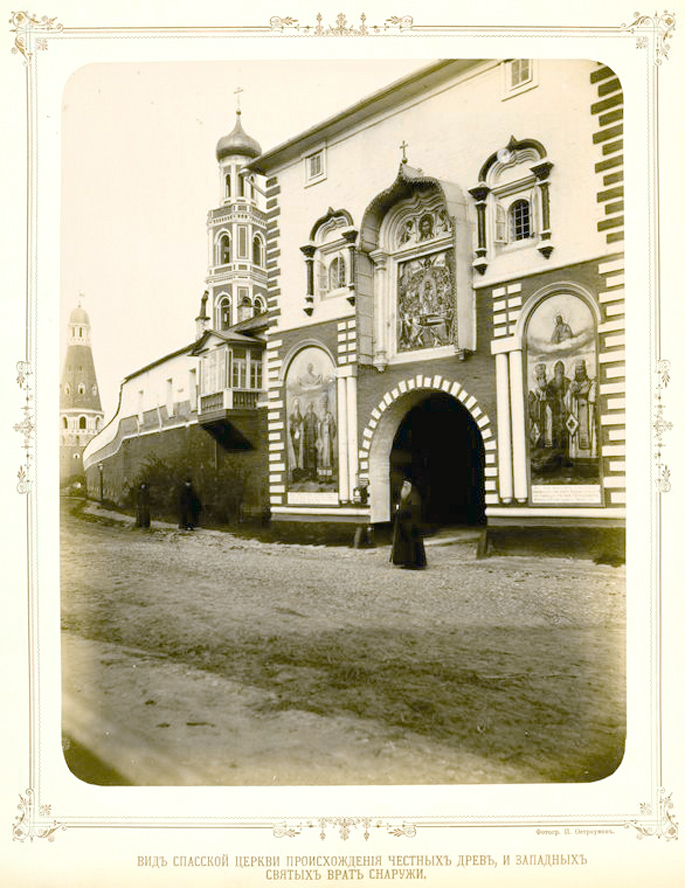
Spasskaja-Kirche über dem Westtor (Blick von Südwesten, Ende des 19. Jahrhunderts)

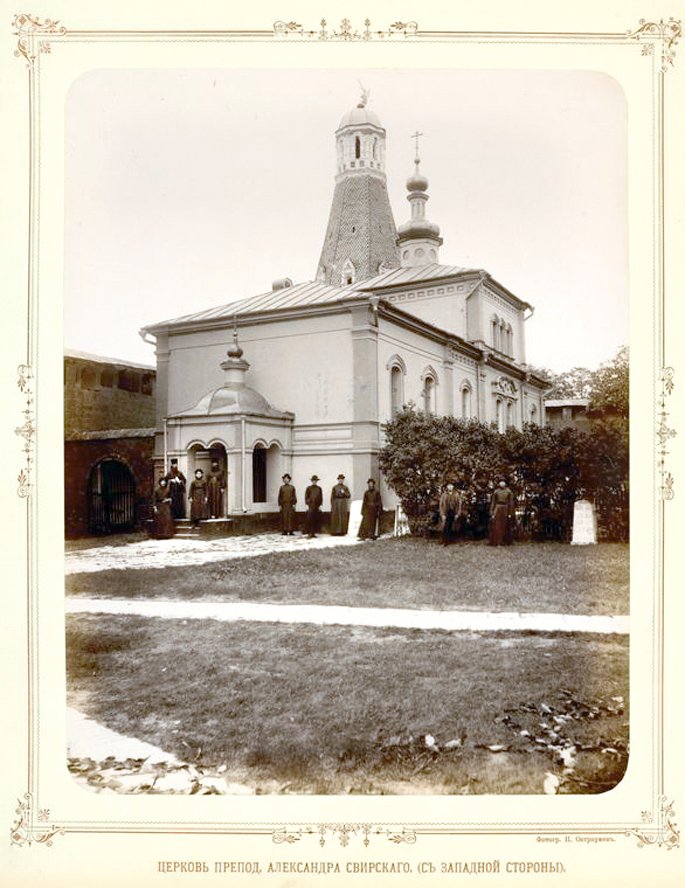
Kirche der Herabkunft des Heiligen Geistes (Alexander Swirsko), Ende des 19. Jahrhunderts

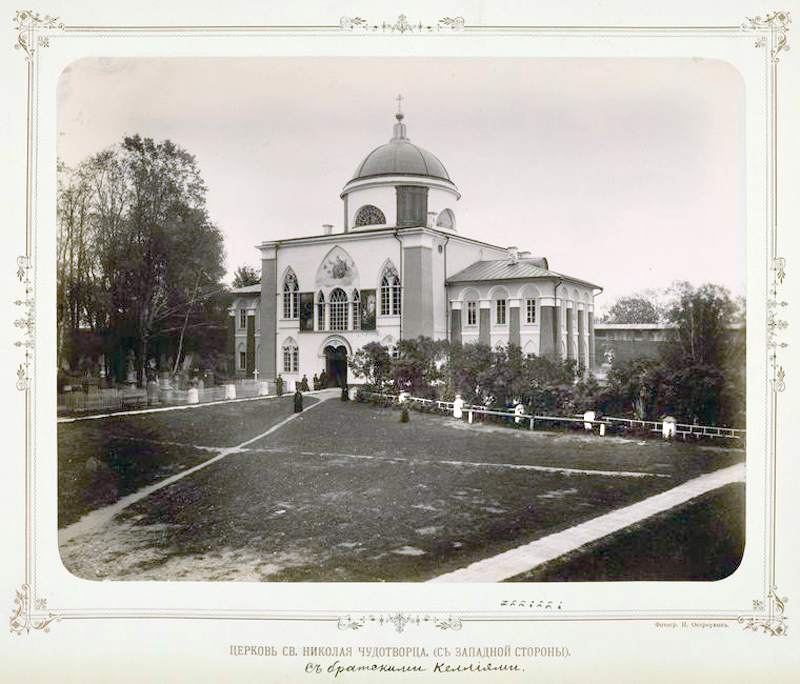
Kirche des heiligen Nikolai mit dem Osttor, Ende des 19. Jahrhunderts

Der erste Glockenturm wurde Mitte des 16. Jahrhunderts neben der Mariä-Entschlafens-Kathedrale erbaut. Er war 8 Saschen hoch, mit zwei dem Erzengel Michael und dem Wundertäter Nikolaus geweihten Kapellen. Im Jahr 1835 wurde der Glockenturm wegen Baufälligkeit abgerissen und von 1835 bis 1839 nach dem Entwurf von Konstantin Ton ein neuer fünfstöckiger Glockenturm samt Tor in der Nordwand errichtet, der 1840 fertiggestellt war. Die beiden Kapellen blieben nicht erhalten. Im Erdgeschoss des neuen Turms befanden sich die Heiligen Tore, im ersten Obergeschoss eine Kapelle, die Alexander Newski und Johannes von Konstantinopel geweiht war, im zweiten Obergeschoss die Glocken, im dritten die Turmuhr und im vierten und letzten eine Wendeltreppe und das Kapitel. Die Höhe des Glockenturms mit dem Kreuz betrug fast 100 m (44 Saschen und ein Arschin).
Am Fuß des Turms befand sich eine Bronzetafel mit einer eingravierten Inschrift über die Grundsteinlegung des Glockenturms im Jahr 1835, auf der Kaiser Nikolaus I., Abt Melchisedek, der Architekt Ton und der Kaufmann Ignatjew erwähnt wurden. Die Tiefe des Fundaments betrug etwa 3 Saschen (ca. 6,5 m). Die größte Glocke war eine 1000-Pud-Glocke aus dem Jahr 1677 mit einer Inschrift, in der Zar Fjodor Alexejewitsch erwähnt wird und die besagt, dass die Glocke vom Meister Charitonka Iwanow, seinem Sohn Popow und seinem Freund gegossen wurde. Die zweitschwerste Glocke mit einem Gewicht von 360 Pud wurde 1655 gegossen; ihre Inschrift nennt den Zaren Alexei Michailowitsch und besagt, dass die Glocke vom Meister Alexander Grigorjew gegossen wurde. Die drittschwerste Glocke wog 150 Pud und stammt aus dem Jahr 1621; ihre Inschrift nennt den Meister Kirill Samoilow. Die viertgrößte mit einem Gewicht von 60 Pud aus dem Jahr 1627 nennt den Meister Bogdan Wasiliew. Darüber hinaus befanden sich im Glockenturm acht weitere kleinere Glocken ohne Inschriften. Die Spitze und das Kreuz des Glockenturms waren mit Kupfer verkleidet und mit Rotgold vergoldet. Im Jahr 1929, unter sowjetischer Herrschaft, wurde mit der Demontage des Glockenturms begonnen, der schließlich 1930 zusammen mit einem Teil des Klosters abgerissen wurde.

### Spasskaja-Kirche über dem Westtor
Die Spasskaja-Kirche wurde 1591–1593 zu Ehren des Sieges über die Truppen des tatarischen Khan Kasy-Girei gebaut. Anfang August 1593 wurde sie von Patriarch Hiob im Beisein von Zar Fjodor Iwanowitsch mit den Bojaren feierlich geweiht; die Höhe mit dem Kreuz betrug etwa 14 Saschen. Zum Kirchweihetag wurde im Kloster traditionell eine Feier mit einer Kreuzprozession durchgeführt.
In allen Dokumenten vor dem 19. Jahrhundert wurde die Kirche als Heiligtum des Ursprungs der wahren Bäume des lebensspendenden Kreuzes des Herrn bezeichnet. Ab der Mitte des 19. Jahrhunderts wurde sie hauptsächlich Spasskaja genannt. Die Kirche war ein säulenloses Viereck mit einer Kuppel. Im Untergeschoss befand sich ein Tor, im Obergeschoss eine Apsidenkirche. Der Abschluss der Kirche wurde durch eine Pyramide aus drei Reihen halbkreisförmiger Kokoschniks gebildet.
Ansicht der Kirche im Inventar der Klosterkirchen aus dem Jahr 1783:

„Die Steinkirche über den Klostertoren vom Fluss Moskwa im Namen des Ursprungs des ehrenvollen Kreuzes des Herrn. Es hat königliche Türen mit Eschensäulen, die mit vergoldeter Silberverkleidung ausgekleidet sind.“

In den frühen 1820er Jahren wurden Renovierungsarbeiten in der Kirche durchgeführt. Im Jahr 1823 wurde eine neue Ikonostase geschaffen, zehn Jahre später wurde das Westtor unter der Kirche bemalt und die Kuppel vergoldet.
1930 wurde es zusammen mit den Toren und dem größten Teil des Klosters abgerissen.

### Kirche der Herabkunft des Heiligen Geistes (Alexander Swirsko)
Die Kirche war ein zweistöckiges Heiligtum mit einer Kuppel. Es grenzte an der Nordwand an das Krankenhausgebäude. Es wurde um 1700 mit Unterstützung von Prinzessin Maria Aleksejewna erbaut und im Namen der Heiligen Xenophon und Maria geweiht (Xenophon-Krankenhaus). Im Jahr 1774 wurde im Refektorium der Kirche eine kleine Kapelle im Namen der Herabkunft des Heiligen Geistes errichtet. Der Tempel wurde als Kirche der Herabkunft des Heiligen Geistes bezeichnet. Die Kuppel und das Kreuz der Kirche wurden 1829 mit Kupfer verkleidet und vergoldet, im Untergeschoss wurden Mönchszellen eingerichtet. In den Jahren 1852–1853 wurde die Kirche mit Unterstützung der Frau Aljabjewa restauriert (Erneuerung der Ikonostase) und die Kirche im Namen des Heiligen Alexander Swirski (Александра Свирско) neu geweiht. Unter der Kirche befand sich ein Grab.
1930 wurde die Kirche abgerissen.

### Kirche des Zeichens der Heiligen Jungfrau Maria über dem Osttor
Die Holzkirche über dem Tor (Церковь Знамения Пресвятой Богородицы, Zerkow Snamenija Preswjatoi Bogorodizy) wurde um 1623 auf Kosten des Bojaren Juri Suleschow neben der Mariä Himmelfahrt-Kathedrale erbaut. Lange Zeit blieb sie wegen Baufälligkeit ungenutzt. Im Jahr 1834 wurde sie nach dem Entwurf von Evgraf Tyurin umgebaut und im Namen von Nikolaus dem Wundertäter neu geweiht (auf Wunsch der Frau Boborykina zum Gedenken an ihren Ehemann Nikolai Boborykin, der 1822 im Simonow-Kloster begraben wurde).
Im Jahr 1837 fertigte der Ikonostasen-Meister Pjotr Mironow (Петр Миронов) eine Ikonostase nach Zeichnungen von Architekt Bykowski (Быковски) an.
Die Kirche wurde 1930 abgerissen.

### Friedhof

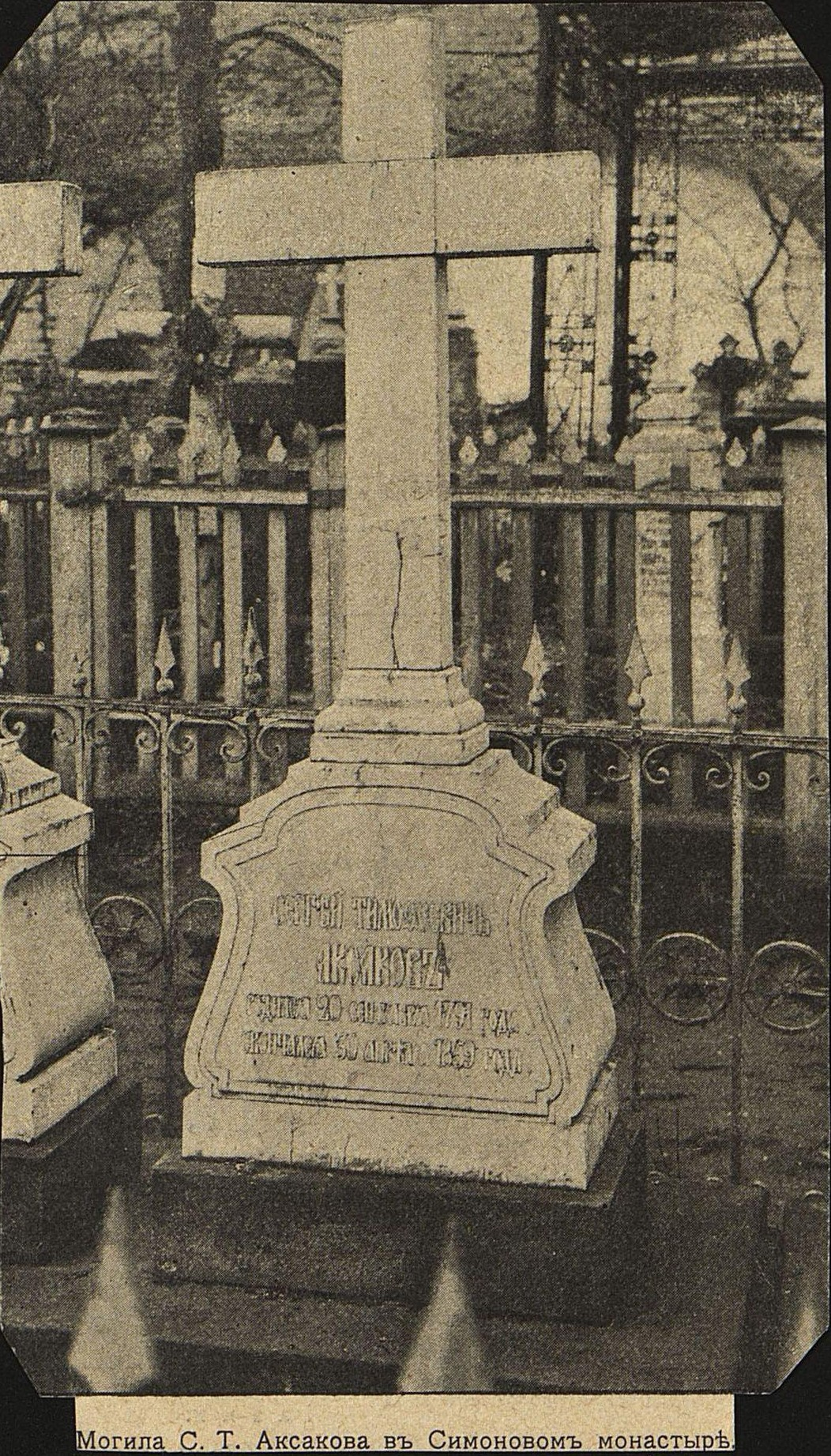
Grab von S. T. Aksakow, Ende 19. Jahrhundert

In der Klosterkathedrale wurden der Sohn von Dmitri Donskoi, Konstantin Dmitrijewitsch (Cassian, Константи́н Дми́триевич), die Fürsten Mstislawski, Temkin-Rostowski (Темкины-Ростовские), Suleschow (Сулешевы) sowie die Bojaren Golowin (Головины) und Buturlin (Бутурлины) beigesetzt. In der Klosterkathedrale wurde 1616 Simeon Bekbulatowitsch - der getaufte Prinz der Qasim-Tataren (Касимовское царство, Kassimowskoje zarstwo) beigesetzt; 1606 erhielt er im Solowezki-Kloster die Tonsur und starb im Simonow-Kloster unter dem Namen Schima-Mönch Stefan.
Auf dem Territorium des Simonow-Klosters befand sich ein ausgedehnter Friedhof, in welchem der Dichter Dmitri Wenewitinow, der Schriftsteller Sergei Aksakow, sein Sohn Konstantin Aksakow, der Komponist Alexander Aljabjew, der Sammler Alexei Bachruschin (Алексей Петрович Бахрушин), ein Vertrauter Peters des Großen, Fjodor Golowin sowie zahlreiche Vertreter alter russischer Adelsfamilien bestattet wurden (Sagrjaschski Загряжские, Olenin Оленины, Durassow Дурасовы, Wadbolski Вадбольские, Soimonow Соймоновы, Murawjow Муравьёвы, Islenjew Исленьевы, Tatischtschew Татищевы, Naryschkin, Schachowskoi, Petrowo-Solowowo Петрово-Соловово).
In den 1930er Jahren wurde gleichzeitig mit dem Kloster auch die Nekropole zerstört. Die sterblichen Überreste des Dichters Dmitri Wenewitinow und des Schriftstellers Aksakow wurden vom zerstörten Friedhof auf den Nowodewitschi-Friedhof überführt. Auf dem Gelände wurde eine Verzinkungsanlage und anschließend eine Tischlerei eingerichtet.
Nach der Rückführung des Klosters wurden bei Bauarbeiten in den 1990er Jahren einige Überreste gefunden und umgebettet.

«Все могилы, находящиеся здесь, были разрушены и осквернены. Многие останки были обретены во время того, как вывозился строительный мусор отсюда. Проведена большая работа по идентификации и разделению останков человека от животных. После чего останки, которые соответствуют останкам человека, были здесь в некрополе с отданием необходимых почестей и обрядов захоронены.»

„Alle hier befindlichen Gräber wurden zerstört und geschändet. Viele der Überreste wurden bei der Beseitigung von Bauschutt von hier gefunden. Es wurde viel Arbeit geleistet, um menschliche und tierische Überreste zu identifizieren und zu trennen. Anschließend wurden die Überreste, die den Überresten einer Person entsprechen, hier in der Nekropole mit den notwendigen Ehren und Ritualen beigesetzt.“